# Manga
Ne doit pas être confondu avec Anime.
Pour les articles homonymes, voir Manga (homonymie).

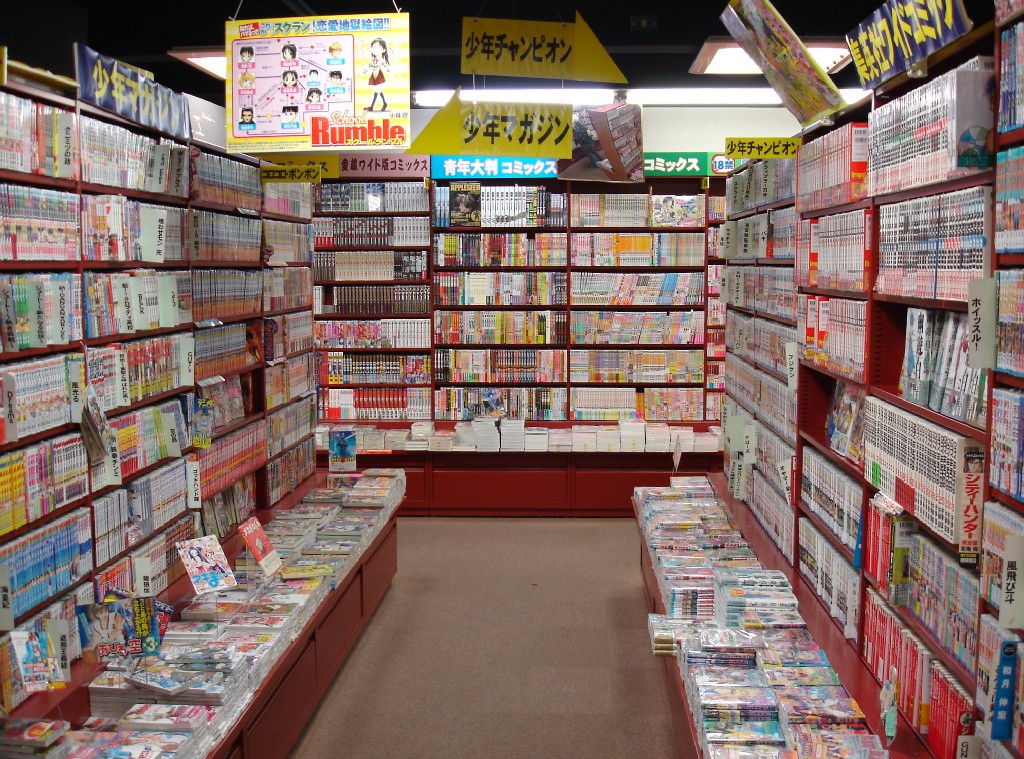
Magasin de mangas au Japon en 2004.

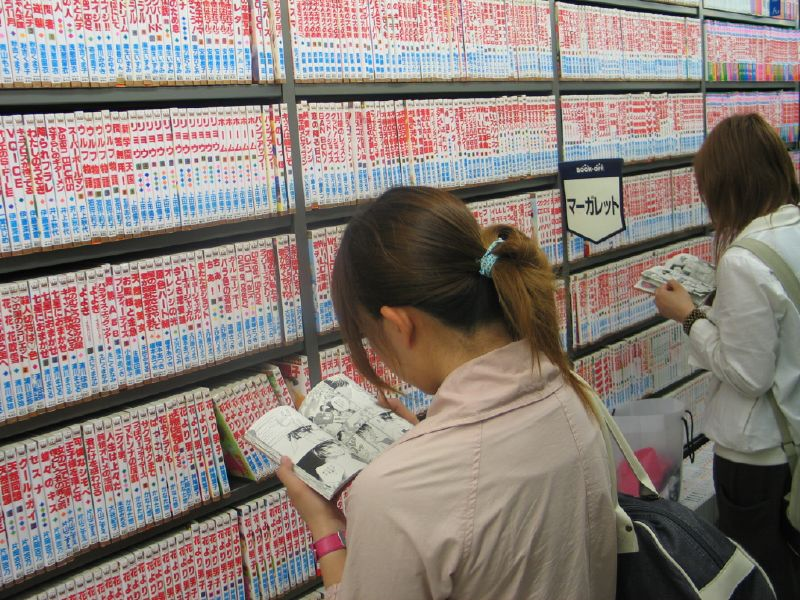
Rayon de mangas.

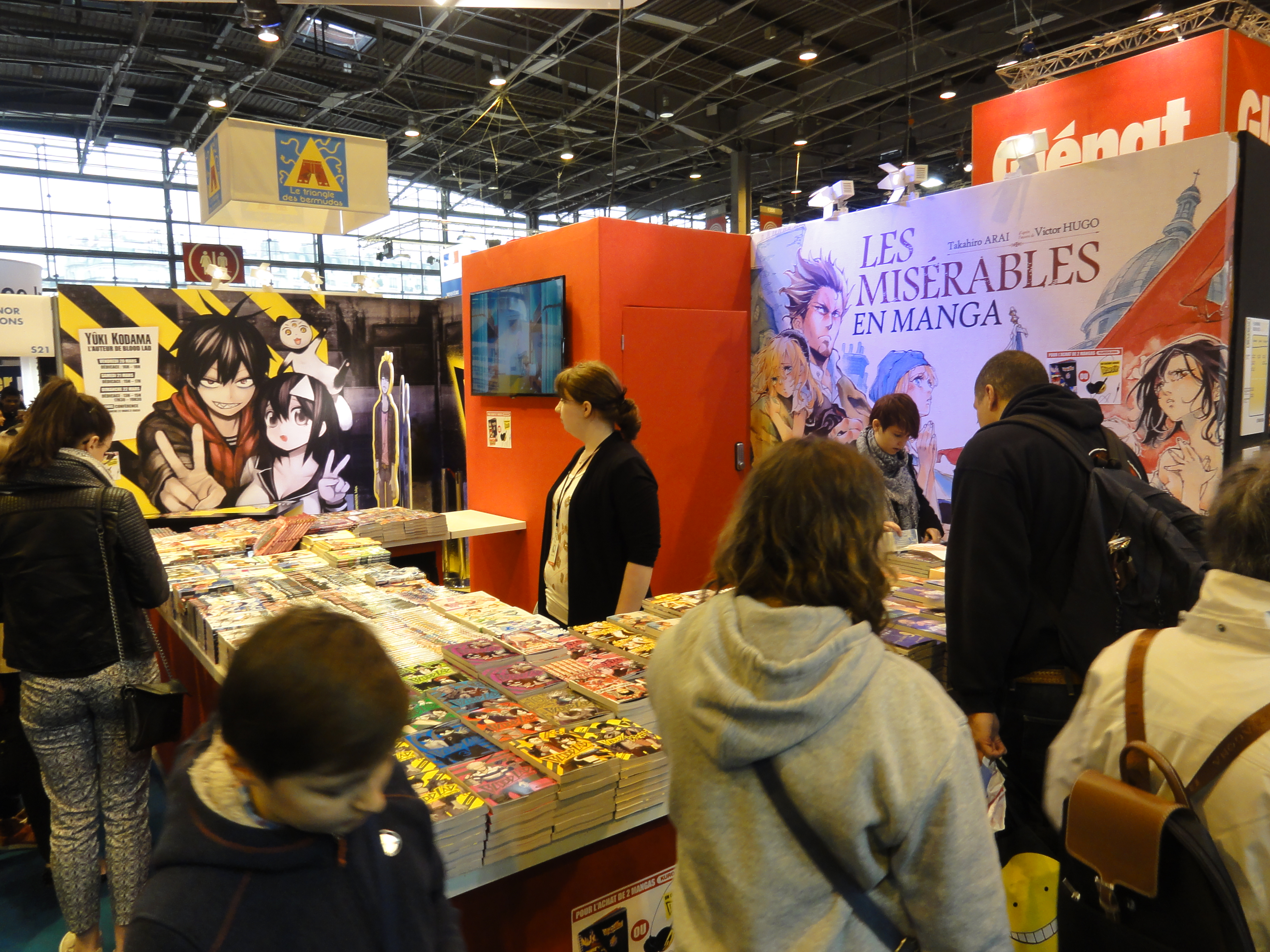
Stand Kurokawa, Les Misérables et d'autres mangas au Salon du livre de Paris, 2015.

Un manga (漫画) est une bande dessinée japonaise. La plupart des mangas se conforment à un style développé au Japon à la fin du XIXe siècle, alors que la forme a une longue préhistoire dans l'art japonais antérieur. Au Japon, le terme manga désigne plus généralement la bande dessinée, quelle que soit son origine. En Occident, le mot « manga » désigne une bande dessinée japonaise, mais aussi parfois une bande dessinée non japonaise respectant les codes des productions populaires japonaises ou pour nommer, par métonymie, d'autres produits visuels rappelant certaines de ces bandes dessinées (dessins animés, style graphique, etc.).
Les mangas se lisent de droite à gauche. En raison du rythme élevé de parution et pour limiter le coût d'impression, la plupart des mangas sont dessinés en noir et blanc, mis à part la couverture. Les deux premiers pays les plus consommateurs de mangas sont le Japon et la France en 2024,,,,. La personne réalisant des mangas est appelée mangaka.

## Étymologie

Manga écrit en kanji.

Le mot japonais « manga » souvent traduit littéralement par « image dérisoire » ou « dessin non abouti », est composé de « ga » (画), qui désigne la représentation graphique (« dessin », « peinture » ou toute image dessinée comme l'estampe), et « man » (漫), « involontaire », « divertissant », « sans but », mais aussi « exagérer », « déborder » (qui peut être interprété comme caricature), ainsi qu'« au fil de l'idée ». Ainsi on pourrait aussi bien traduire ce mot par « dessin au trait libre », « esquisse au gré de la fantaisie », « image malhabile » ou tout simplement caricature ou grotesque dans le sens de Léonard de Vinci.
Le terme devient courant à partir de la fin du XVIIIe siècle avec la publication d'ouvrages tels que Mankaku zuihitsu (1771) de Kankei Suzuki (où mankaku est une lecture alternative du mot), Shiji no yukikai (1798) de Kyōden Santō ou Manga hyakujo (1814) de Minwa Aikawa. Également en 1814, Hokusai, futur graveur de La Grande Vague de Kanagawa, donne à ses recueils d'estampes parfois grotesques le titre Hokusai manga. C'est ce dernier ouvrage qui fait connaître le mot en Occident. Il aurait été ainsi choisi pour son analogie avec un terme similaire dans l'ancien temps mais dont l'écriture diffère, et qui décrit la conservation de proies dans les becs des pélicans indiquant des scènes prises sur le vif — comme l'oiseau fondant sur sa proie.
Le mot est utilisé pour désigner des bandes dessinées (alors souvent caricaturales) lorsqu'en 1890, après un voyage de deux ans aux États-Unis, l'artiste Ippyō Imaizumi conseille l'utilisation du terme comme traduction de l'anglais caricature au magazine Jiji shimpō, pour lequel il commence à travailler.
Il ne prend le sens précis de « bande dessinée » qu'au cours du XXe siècle. Lorsqu'elle y devient très populaire, après 1945 et grâce à Osamu Tezuka, le terme s'impose pour finir par ne plus désigner qu'elle. C'est ce terme qui a été utilisé à l'étranger (France, États-Unis, Allemagne, etc.), pour caractériser la bande dessinée japonaise, dont il est devenu un synonyme, et parfois grossièrement ramené à un genre.

## Genre et nombre du mot «manga» en français
Le mot « manga » est pleinement intégré dans la langue française, comme l'atteste son intégration dans les dictionnaires usuels. Ceux-ci le donnent comme masculin (les mots japonais, eux, n'ont pas de genre grammatical), et c'est le genre qui prédomine largement. Toutefois, la première utilisation du mot en français revient à Edmond de Goncourt en 1895, dans une étude artistique dédiée à Hokusai, où il accorde « manga » au féminin pour désigner ce qu'il appela La Mangwa (sic) de l'artiste. Le terme revêtait alors plutôt le sens de « miscellanées », c'est-à-dire un recueil de nature disparate. Depuis cette époque, manga a souvent été employé au féminin, et ce jusqu'à la popularisation de l'usage au masculin dans les années 1990 (notamment par les premiers journaux spécialisés et la télévision). Mais un argument en faveur de la féminisation du terme pourrait être que la locution équivalente en français, bande dessinée, est déjà de genre féminin. Plus récemment, l'auteur Frédéric Boilet parle de manga au féminin, notamment dans le cadre de son mouvement franco-japonais La Nouvelle Manga.
Manga s'écrit mangas au pluriel, selon la règle du pluriel des mots étrangers intégrés dans la langue française (les dictionnaires actuels ne donnent d'ailleurs pas le mot comme invariable).

## Histoire des mangas

### Mouvements culturels initiateurs

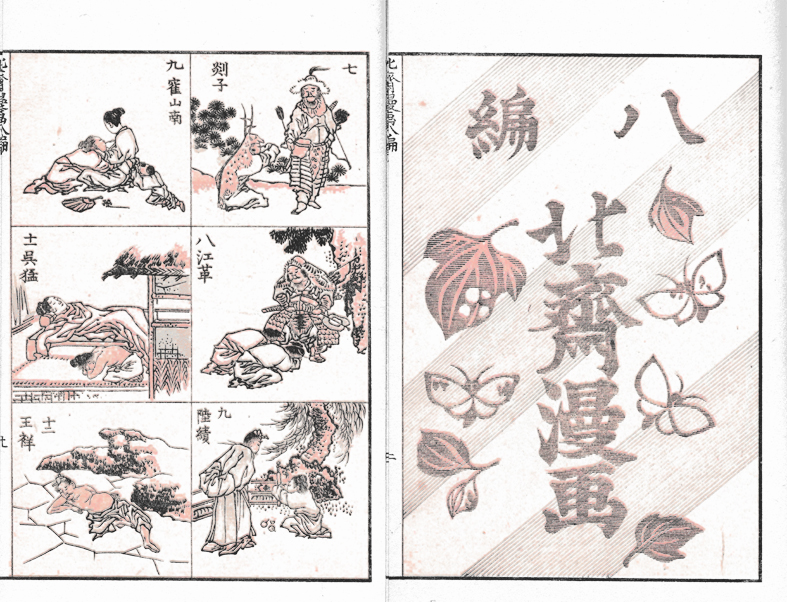
Détail du volume 8 des Hokusai Manga par Hokusai, 1817.

Le manga, bien que très ancré dans la culture japonaise moderne, trouve ses péripéties dans la peinture narrative qui apparaît à l'époque de Nara, avec l'apparition des premiers rouleaux narratifs peints japonais : les emakimono. Ces œuvres associaient en effet des peintures à des textes calligraphiés qui assuraient, ensemble, le récit d'une histoire que l'on découvrait au fur et à mesure que se déroulait le rouleau. Le premier des emakimono, l’E inga kyō (絵因果経), illustration d'un sûtra, était la copie d'une œuvre chinoise et marquait une nette séparation entre le texte et la peinture. Pourtant, durant l'époque de Heian apparaissent les premiers emakimono de goût japonais (le style yamato-e), dont l'emaki du Genji monogatari datant du XIIe siècle est l'un des plus anciens représentants conservés. Ces derniers faisaient souvent intervenir de courts textes explicatifs après de longues scènes peintes. Les Chōjū-giga, soient « caricatures de la faune », une satire anthropomorphique, sont constitués uniquement de dessins à l'encre. Cette priorité accordée à l'image – qui peut assurer seule la narration – est aujourd'hui une des caractéristiques les plus importantes du manga.
Toutefois, le manga étant une évolution directe des bandes dessinées occidentales, le lien entre ces derniers et les emakimono est remis en question. 
De même, lors de la période Edo, les estampes étaient d'abord destinées à l'illustration de livres, mais, très vite, le rapport de force s'inversa et l'on vit l'apparition de « livres à lire » en opposition avec les « livres à regarder », les kusazōshi tels que le kibyōshi. Puis vint la disparition relative des écrits complémentaires et la naissance de l'estampe « indépendante » en une seule illustration, qui est la forme la plus fréquente de l’ukiyo-e. C'est d'ailleurs Katsushika Hokusai (1760-1849), le fondateur de l'estampe de paysage, qui donna son nom au manga (littéralement « dessins grotesques »), nommant ainsi ses célèbres caricatures les Hokusai Manga, qu'il publia de 1814 à 1834 à Nagoya.
Enfin, et notamment dans le manga de type shōjo, l'Art nouveau occupe une place prépondérante parmi les influences des mangakas, tout en sachant que ce mouvement a été provoqué en partie par le japonisme en Europe, à la suite de la découverte des estampes par les Occidentaux.

### De 1861 à 1931

#### Première ouverture vers l'Occident
Pendant la restauration Meiji, à partir de 1868, l’ouverture obligatoire du Japon au commerce extérieur s’accompagne d’une modernisation rapide du pays sous influence occidentale. De nombreux étrangers sont attirés au Japon pour enseigner les sciences et technologies occidentales et de riches Japonais voyagent en Europe. Edo, rebaptisée Tokyo, voit ses rues, éclairées par des réverbères, se peupler de pousse-pousse sans oublier les bicyclettes d'importation. C'est la création du yen et l'interdiction du chonmage (丁髷, chignon traditionnel) et du port du shin-shintō (新新刀, sabre). L'usage du kimono et du hakama (pantalon traditionnel) diminue au profit du costume occidental accompagné du chapeau et du parapluie, pour les hommes, et d'une coiffure européenne pour les femmes.
Les deux seuls quotidiens existants au début des années 1860 étaient à destination de la colonie étrangère, le Nagasaki Shipping List and Advisor (bihebdomadaire de langue anglaise) et le Kampan Batavia Shinbun (Journal officiel de Batavia). La presse japonaise naît avec le Yokohama Mainichi Shinbun en 1871 et le Tokyo Nichinichi Shinbun en 1872. C'est le Shinbun Nishikie, créé en 1874, qui introduit le premier les estampes dans la presse japonaise.

#### Création d'une presse satirique

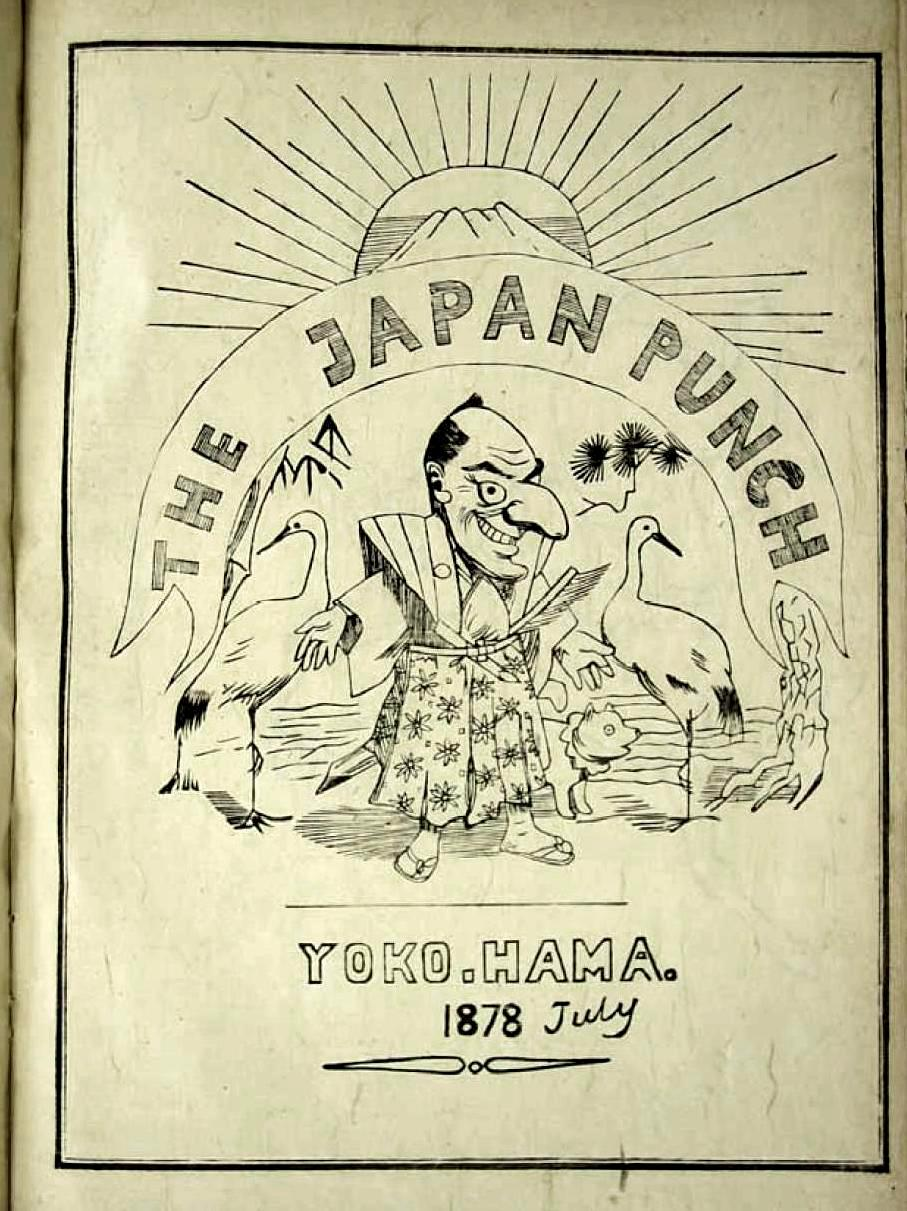
Magazine satirique Japan Punch de juillet 1878 édité par Charles Wirgman.

La presse japonaise se transforme aussi sur le modèle de la presse anglo-saxonne avec l’apparition des dessins d’humour sur le modèle américain et des caricatures à la mode britannique à partir de 1874 avec le E-Shinbun Nipponchi, créé par Kanagaki Robun et Kawanabe Kyōsai, et surtout avec le Marumaru Shinbun créé par Fumio Nomura (野村 文夫, Nomura Fumio) qui a fait une partie de ses études en Grande-Bretagne. Imprimé entre 1877 et 1907, il publie des dessins de Kinkichirō Honda (本多 錦吉郎, Honda Kinkichirō) et de Kiyochika Kobayashi, créateur d'estampes ukiyo-e, qui fut élève de Charles Wirgman.
Wirgman fait partie de ces trois Européens qui ont une influence certaine sur l'avenir de la bande dessinée et du manga. Ce caricaturiste anglais arrive à Yokohama en 1861, et l'année suivante il crée un journal satirique, The Japan Punch, dans lequel il publie jusqu'en 1887 nombre de ses caricatures, dans lesquelles il utilise des balloons. Il enseigne en même temps les techniques occidentales de dessin et de peinture à un grand nombre d'artistes japonais comme Takahashi Yuichi.

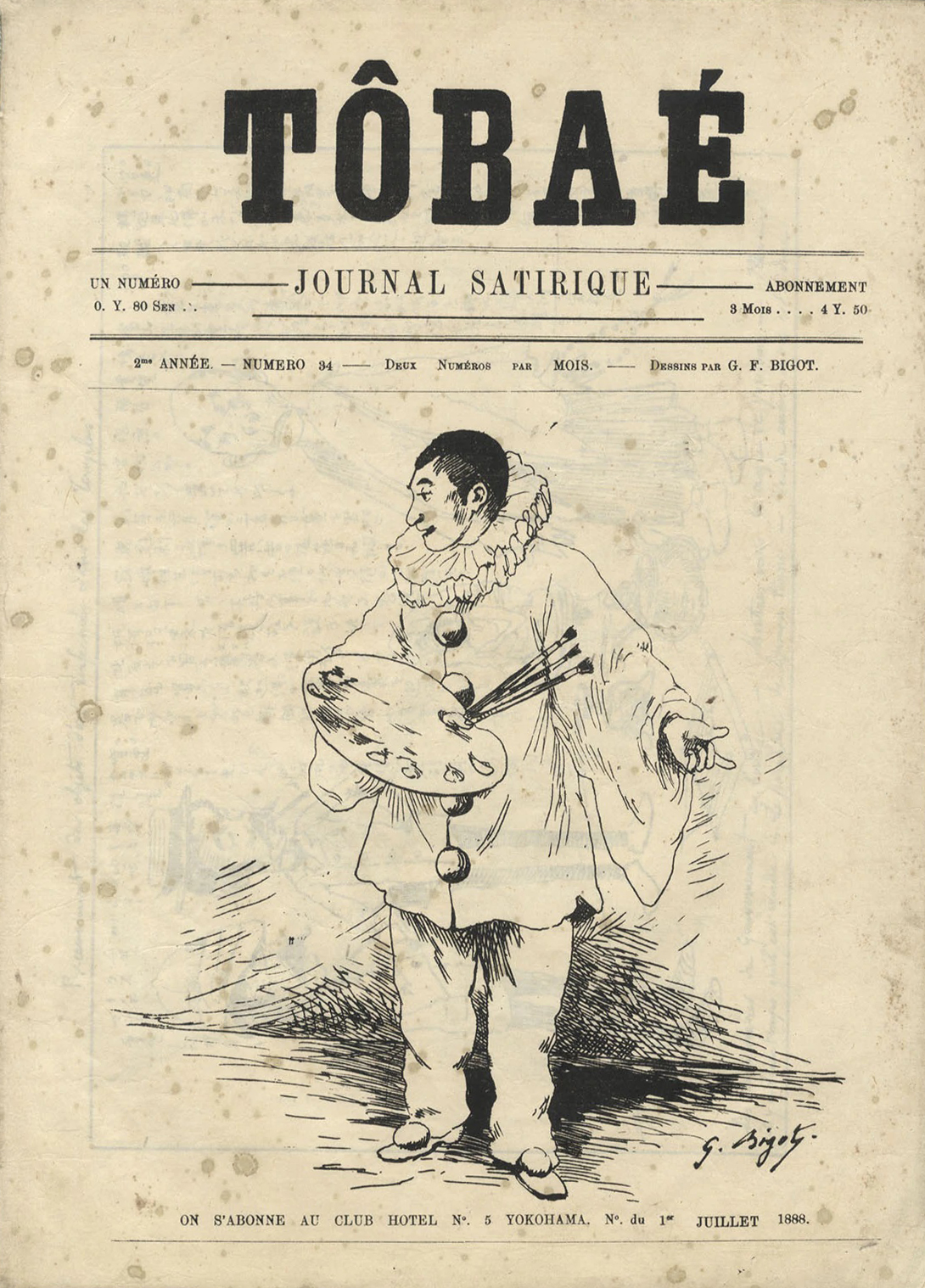
Magazine satirique Tôbaé, no 34, 1888 édité par Georges Ferdinand Bigot.

Autre caricaturiste, le français Georges Ferdinand Bigot arrive à Yokohama en 1882, il enseigne les techniques occidentales du dessin et de l'aquarelle à l'École militaire de la ville. Parallèlement, il publie des caricatures dans des journaux locaux et édite des recueils de gravure. En 1887, il crée lui aussi une revue satirique, Tôbaé, alors que Wirgman arrête la sienne, dans laquelle il démontre sa maîtrise de la technique narrative en introduisant la succession des dessins dans des cases au sein d'une même page. Il part en Chine en 1894 pour couvrir pour The Graphic de Londres le conflit sino-japonais. De retour en France en 1899, il collabore comme illustrateur pour l'imagerie d'Épinal.
C'est à cette période qu'un fils d'enseignant hollandais dans une mission de Nagasaki quitte le Japon pour suivre des cours d'art à Paris, où il tente quelques bandes dessinées dans le Chat noir avant de s'exiler aux États-Unis. C'est là que Gustave Verbeck dessine un des strips les plus originaux de l'histoire de la bande dessinée, The Upside-Downs of Little Lady Lovekins and Old Man Muffaroo. Le strip de quatre cases se lit dans le sens normal de lecture, de gauche à droite, puis l’histoire se continue en retournant tête-bêche le journal et en relisant les cases dans le sens inverse, lady Lovekins se transforme alors en old man Muffaroo, le chapeau de l’une devenant la barbe de l’autre.

#### Création
C'est le caricaturiste australien Frank Arthur Nankivell qui travaille pour le Box of Curios (ボックス・オブ・キュリオス, Bokkusu obu kyuriosu), publié à Yokohama par E. B. Thorne, qui initie Yasuji Kitazawa à la caricature, lequel prendra ensuite le nom d'artiste Rakuten Kitazawa. En 1899, Rakuten quitte Box of Curios pour rejoindre le Jiji Shinpō (時事新報) créé par l'intellectuel Yukichi Fukuzawa, désireux de développer le mode satirique au Japon. C’est Kitazawa qui reprend le terme de manga pour désigner ses dessins, il se désigne lui-même comme mangaka (dessinateur de mangas). Le premier manga considéré comme tel date de 1902. Il s’agit d’une histoire dessinée par Kitazawa dans les pages illustrées du supplément du dimanche du Jiji Shinpō. Kitazawa s’inspire beaucoup de la culture européenne, son premier manga reprend le thème de l’arroseur arrosé. Le supplément du Jiji Shinpō prend rapidement le nom de Jiji Manga (時事漫画).
En 1905, Kitazawa crée son premier magazine le Tokyo Puck (東京パック) en s'inspirant de l'américain Puck et du Rire français. Ce magazine en couleurs paraît deux à trois fois par mois et contient des textes en japonais, chinois et anglais, des caricatures et un manga en six cases de Kitazawa. Plusieurs fois censuré pour ses caricatures féroces contre le pouvoir, il crée en 1912 deux nouveaux magazines, Rakuten Puck (楽天パック) et Katei Puck (家庭パック). Mais c'est en 1908 que Kitazawa innove dans la presse japonaise en publiant Furendo (フレンド, Amis), un magazine en couleurs exclusivement réservé aux enfants. Devant le succès, il renouvelle l'expérience en 1914 en créant la revue Kodomo no tomo (子供之友) dans laquelle il dessine L'enfance de Toyotomi Hideyoshi. Ce succès allait marquer le marché des mangas pour longtemps. En 1914 paraît Shōnen Club (少年倶楽部, Le Club des garçons), en 1923 Shōjo Club (少女倶楽部, Le Club des filles) et en 1926 Yōnen Club (幼年倶楽部, Le Club des jeunes enfants). En 1929, Kitazawa entreprend un long voyage en Europe, en Afrique et aux Amériques. De passage à Paris en 1929, il expose en présence de Léonard Foujita et y reçoit la Légion d'honneur.
À la fin de l'ère Meiji, à l'ère Taishō (1912-1926), Ippei Okamoto (岡本 一平, Okamoto Ippei) dessine des mangas pour le quotidien Asahi Shinbun. Il est l'un des inspirateurs du mouvement des « Nouveaux représentants progressistes du manga » qui introduit au Japon les comics, entre autres Bringing up Father (La famille Illico) de Geo McManus paraît dans Asahi Gurafu (アサヒグラフ). Si à cette époque tous les mangas utilisent plus ou moins la bulle, il y a encore beaucoup de texte écrit dans les dessins. Le premier à généraliser l'emploi de la bulle est Katsuichi Kabashima (樺島 勝一, Kabashima Katsuichi) qui dessine Les Aventures de Shōchan (正チヤンの冒険, Shōchan no bōken) accompagné de son écureuil dans le premier numéro de Asahi Gurafu en 1923,.

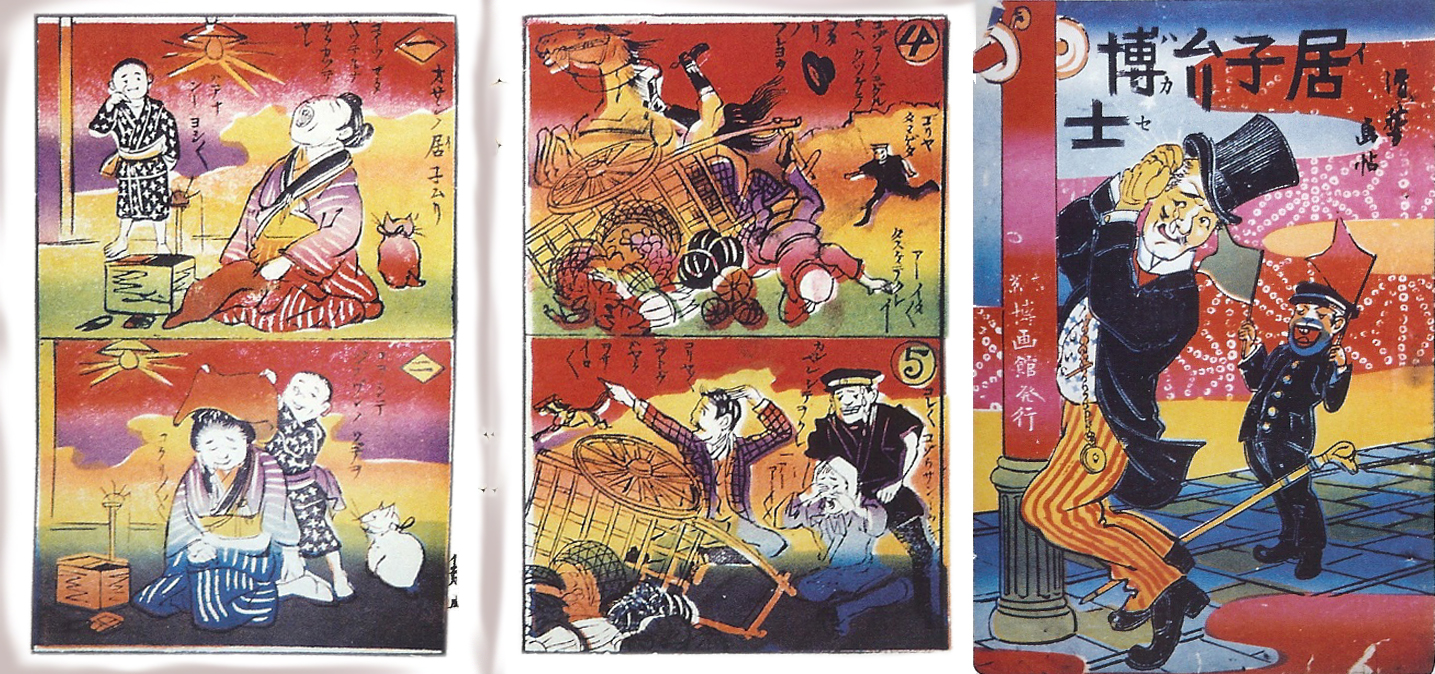
Manga Le docteur endormi (auteur inconnu, 1912-1926, lithographie).

C'est Okamoto qui invente le terme de manga kisha (漫画記者, journaliste de manga) et qui crée la première association de mangaka appelée Tokyo manga kai (東京漫画会, Rencontres des mangas de Tokyo) en 1915, qui devient en 1923 le Nihon manga kai (日本漫画会, Rencontres des mangas du Japon) et en 1942 le Nihon manga hōkōkai (日本漫画奉公会, Rencontres au service des mangas du Japon) avec pour premier président Kitazawa.
La satire et la caricature sont féroces envers le pouvoir en place et, en 1925, le gouvernement établit une censure en promulguant une « Loi de préservation de la paix ». La presse japonaise devient « politiquement correcte » mais la publication de mangas se développe. Des magazines féminins comme Shufu no tomo (主婦の友, L'ami des ménagères) ou Fujin Club (婦人倶楽部, Le Club des femmes) publient aussi des mangas à destination de leurs lectorats ou pour des mères de familles qui lisent ces mangas à leurs enfants.
À partir de la guerre sino-japonaise, et comme plus tard aux États-Unis ou en Italie, la presse, y compris les mangas, se met au service de l'État pour soutenir l'effort de guerre. Ainsi le très militariste Norakuro (のらくろ) de Suihō Tagawa nous montre un chien paresseux engagé dans l'armée impériale, première série longue. C'est comme cela que les Japonais lisent aussi les aventures de Speed Tarō (スピード太郎, Supīdo Tarō) de Sakō Shishido (宍戸 左行, Shishido Sakō), qui déjoue toutes sortes de conjurations étrangères, et celles de Dankichi dans Bōken Dankichi (冒険ダン吉, « Les Aventures de Dankichi ») de Keizō Shimada (島田 啓三, Shimada Keizō). Ce seront les séries les plus populaires au Japon jusqu'au milieu des années 1940 pendant lesquelles toute la presse ainsi que toutes les activités culturelles et artistiques subissent la censure du gouvernement militaire, ce dernier n'hésitant pas à mobiliser ces milieux à des fins de propagande.

### L'après-guerre
Sous l'occupation américaine, les mangakas d'après-guerre subissent l'énorme influence des comic strip qui sont alors traduits et diffusés en grand nombre dans la presse quotidienne japonaise. Sazae-san de Machiko Hasegawa sera le premier grand succès d'après-guerre. Cette génération a vu ses villes rasées, ses pères vaincus, son empereur déchu de sa divinité, et ce que leurs idéologies véhiculaient jeté dans les poubelles de l'Histoire par les vainqueurs. Les bombardiers B29, les avions invulnérables, et les jeeps armées apparaissent dans la vision des futurs mangaka encore adolescents. Après sa défaite, le Japon s'est reconstruit au prix d'un lourd sacrifice ; d'ailleurs dans les mangas apparaît souvent la devise de Shōnen Jump : « Amitié, effort, victoire » (devise choisie par les lecteurs).
L'un d'entre eux, influencé par Walt Disney, révolutionnera le genre et donnera naissance au manga moderne : il s'agit du célèbre Osamu Tezuka. C'est en effet Tezuka qui introduira le mouvement dans la bande dessinée japonaise par des effets graphiques comme des traits ou des onomatopées soulignant toutes les actions comportant un déplacement, mais aussi et surtout par l'alternance des plans et des cadrages comme il en est usage au cinéma, rompant ainsi avec une tradition théâtrale, les personnages étant jusque-là toujours représentés en pied, à égale distance et au centre de l'image. On considère généralement Shin-Takarajima (新宝島, lit. « La nouvelle île au trésor »), parue en 1947, comme marquant le début du manga moderne.
L'animation étant la véritable passion de Tezuka, il réalisa la première série d'animation japonaise pour la télévision en janvier 1963, d'après l'une de ses œuvres : Tetsuwan Atom (鉄腕アトム, Tetsuwan Atomu), plus connue en France sous le nom d'Astro, le petit robot. Finalement, le passage du papier au petit écran devint courant et l'aspect commercial du manga prit de l'ampleur. Tezuka bouleversa le mode d'expression du manga, en explora les différents genres – alors principalement infantiles – et en inventa de nouveaux. Il inspira de nombreux artistes tels que le duo Fujiko Fujio (Obake no Q-tarō, Doraemon), Fujio Akatsuka (Tensai bakabon) et Shōtarō Ishinomori (Cyborg 009, Kamen Rider) qui se succédèrent au Tokiwasō, voire Leiji Matsumoto (Galaxy Express 999).
Les années 1960 voient l'émergence de mangas plus dramatiques dans lesquels sont abordés des sujets plus « sérieux » et réalistes, appelés gekiga. Initié par Yoshihiro Tatsumi et Takao Saitō (Golgo 13), le style influencera notamment Sampei Shirato (Ninja bugeichō, Kamui den), Shigeru Mizuki (Kitaro le repoussant) et le duo Tetsuya Chiba/Asao Takamori (Ashita no Joe), la plupart de ces auteurs participant au magazine d'avant-garde Garo.
En 1964 naît l'association des mangakas du Japon (日本漫画家協会, Nihon mangaka kyōkai), qui décerne des prix annuels à partir de 1972.
Dans les années 1970, le manga pour filles, écrit par des femmes (shōjo) se développe à l'initiative du groupe de l'an 24, notamment Moto Hagio (Poe no ichizoku) et Keiko Takemiya (Kaze to ki no uta), puis de Riyoko Ikeda (La Rose de Versailles), Suzue Miuchi (Glass no Kamen), et Yumiko Igarashi et Kyoko Mizuki (Candy Candy). Mettant en avant les relations psychologiques des personnages, il se détache des mangas pour garçons (shōnen).
La première librairie dédiée uniquement à la vente de manga ouvre à cette époque en 1979 dans le quartier Jinbōchō de Tokyo, la librairie Comic Takaoka.
En 1985, Tezuka Osamu reçoit le prix culturel de Tokyo, et en 1990, un an après sa mort, le Musée d'art moderne de Tokyo lui consacre une exposition. Cet événement marque l'introduction du manga dans l'histoire culturelle japonaise.

Le logo de Pokémon.

Dans les années 1980 et plus encore 1990, l'émergence du jeu vidéo comme industrie de masse au Japon s'imprègne de culture manga (notamment le genre du « J-RPG »), et en retour a un effet sur la production de mangas, à tel point que les éditeurs commencent à sortir des univers multimédias comme la franchise Pokémon (jeu de Game Boy devenu manga, jeu de cartes, et une multitude de produits dérivés).

### Actuellement[C'est-à-dire?]
Ainsi, les mangas « grandissant » en même temps que leurs lecteurs et se diversifiant selon les goûts d'un public de plus en plus important, l'édition du manga représente plus d'un tiers par ses tirages, et près d'un quart par ses revenus, de l'ensemble de l'édition japonaise. En 2008, sur 3,2 milliards de publications vendues au Japon (2 000 milliards de yens), on comptabilisait 669 millions de magazines de manga (21 % des publications) et 478 millions de recueils de manga (15 %), pour un chiffre d'affaires respectif de 211 et 237 milliards de yens (22 % des ventes totales), chiffre relativement stable depuis le début des années 1990,. Les hommes de moins de 30 ans lisent environ six mangas par mois, contre trois pour les femmes. La vente de mangas numériques représentait déjà en 2008 3/4 des ventes de livres électroniques avec 35 milliards de yens.

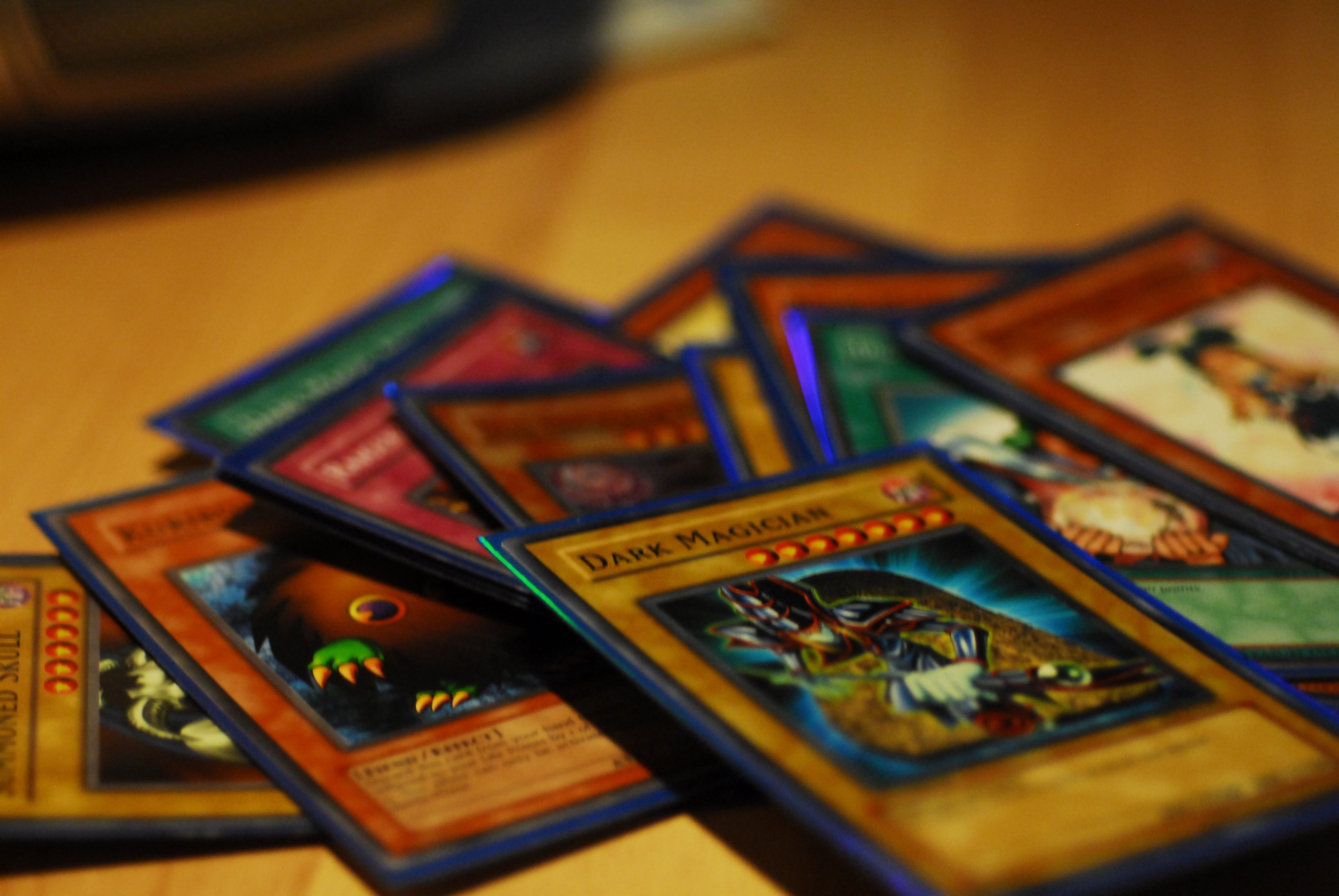
Le jeu de cartes à jouer Yu-Gi-Oh!.

Le manga va plus loin, il en existe des jeux de cartes, des jouets, des jeux vidéo, des films d'animation et des films ; ces derniers pouvant même être à l'origine d'un manga (comme c'est le cas avec Pokémon qui était à l'origine un jeu vidéo). Il est devenu un véritable phénomène de société puisqu'il touche toutes les classes sociales et toutes les générations, traitant de tous les thèmes imaginables : la vie à l'école, celle du salarié, le sport y compris cérébral tel le jeu de go, l'amour, la guerre, l'épouvante, jusqu'à des séries plus didactiques comme la littérature classique, l'économie et la finance, l'histoire, la cuisine et même le code de la route, dévoilant ainsi ses vertus pédagogiques.

## Caractéristiques du manga

### Codes graphique et narratif
Techniquement parlant, les mangas sont presque toujours en noir et blanc, ce qui est directement lié au système de prépublication en magazine bon marché.
Les mangas comptent souvent un nombre important de pages (planches). À titre d'exemple, une bande dessinée européenne contiendra une quarantaine de planches quand le manga en comptera plus d'une centaine, voire plus de deux cents. Par ailleurs, le manga est le plus souvent une série en plusieurs volumes. Finalement, le nombre total de planches racontant une histoire dans un manga est beaucoup plus élevé que dans une bande dessinée européenne (même s'il s'agit d'une série). Ceci affecte par conséquent beaucoup la structure du récit et sa narration. D'où les techniques propres au manga.
Le dessin, en général, est moins « statique » que dans les bandes dessinées occidentales. Le manga utilise un découpage temporel proche de celui du cinéma, adoptant souvent ses cadrages et utilisant une décomposition similaire du temps et de l'action. On retrouve souvent une mise en scène comme la plongée ou la contre-plongée. La perspective varie systématiquement d'une image à l'autre.
De nombreux codes graphiques sont utilisés pour symboliser l'état émotionnel ou physique d'un protagoniste. Les personnages ont souvent de grands yeux, ce qui permet de renforcer l'expressivité du visage. L'étonnement est souvent traduit par la chute du personnage ; l'évanouissement, par une croix remplaçant les yeux. Pour traduire l’excitation sexuelle chez un personnage masculin, un saignement de nez plus ou moins important est provoqué. Dans le manga City Hunter (connu à la télévision française sous le nom Nicky Larson), la colère de Kaori (Laura) est souvent traduite par l'apparition inopinée d'une énorme massue qu'elle assène sur la tête de son partenaire (ce gag est si répandu dans les mangas qu'un univers parallèle où seraient stockés les marteaux a été inventé).

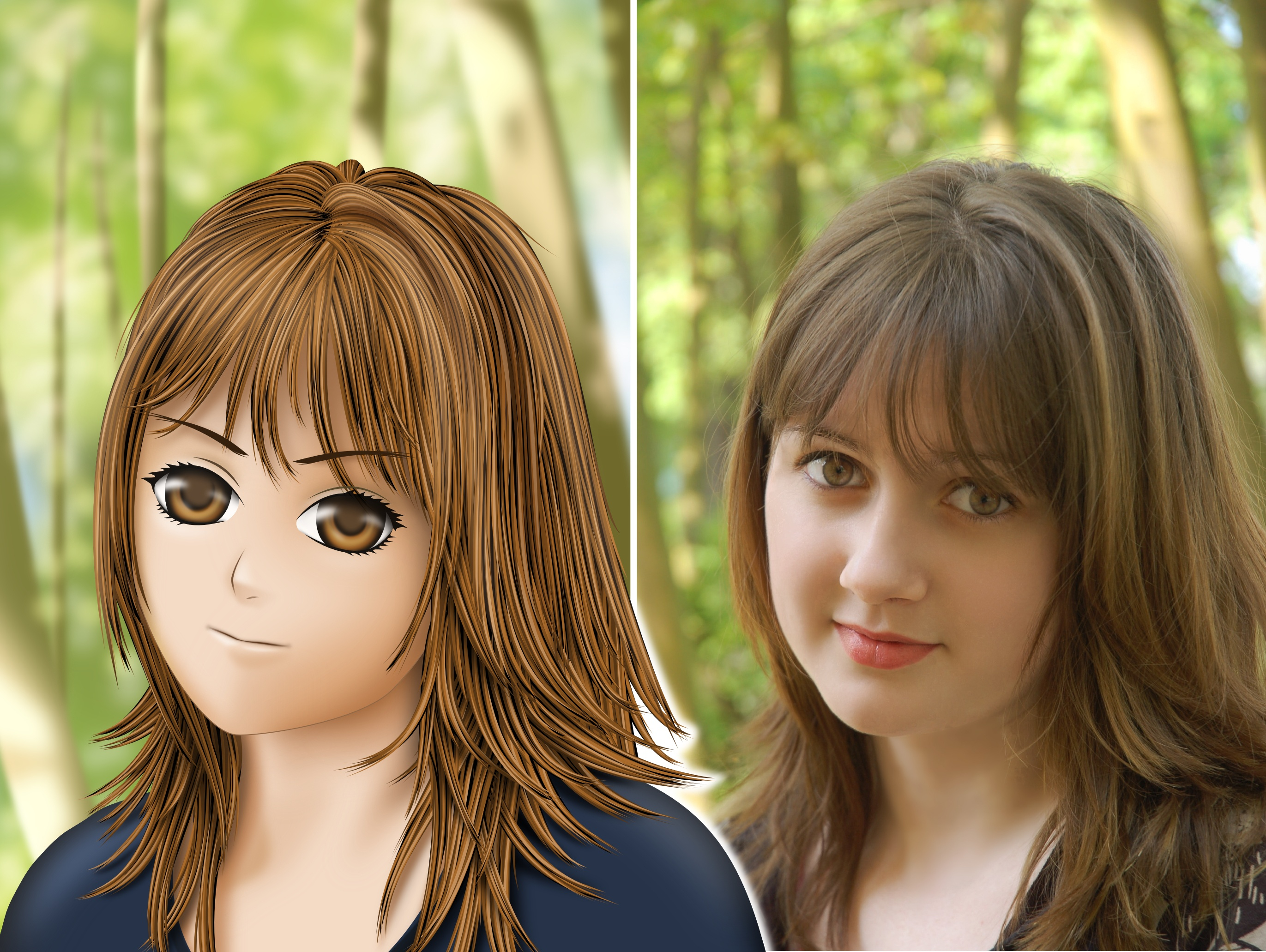
Différence entre la réalité (à droite) et sa transcription dans les mangas (à gauche).

Il y a également une utilisation fréquente d'onomatopées relatives aux mouvements, actions ou pensées des personnages. Notons au passage que le japonais est beaucoup plus riche que le français en onomatopées et que leur champ d'application est plus large, incluant des concepts surprenants tels que l'onomatopée du sourire (niko niko (ニコニコ)), du silence (shīn (シーン)) ou encore du scintillement (pika pika (ピカピカ), d'où le nom de Pikachu).
Une particularité à noter est que la plupart des personnages ont souvent des traits occidentaux, au-delà du simple tracé des grands yeux des personnages. Un samouraï roux, un exorciste aux yeux bleus ou une écolière blonde n'ont rien d'étonnant pour le lecteur japonais, même s'ils sont censés être japonais ou de culture japonaise. La simple nécessité de distinguer physiquement deux personnages ne suffit pas toujours à expliquer cet aspect de la narration, puisque certains mangakas choisissent de donner à tous leurs personnages un aspect purement japonais, sans que cela pose de problème de compréhension de l'histoire. Certains y voient une façon d'afficher un attrait pour l'Occident, qui apparaît largement ailleurs dans la vie quotidienne au Japon.[réf. nécessaire]

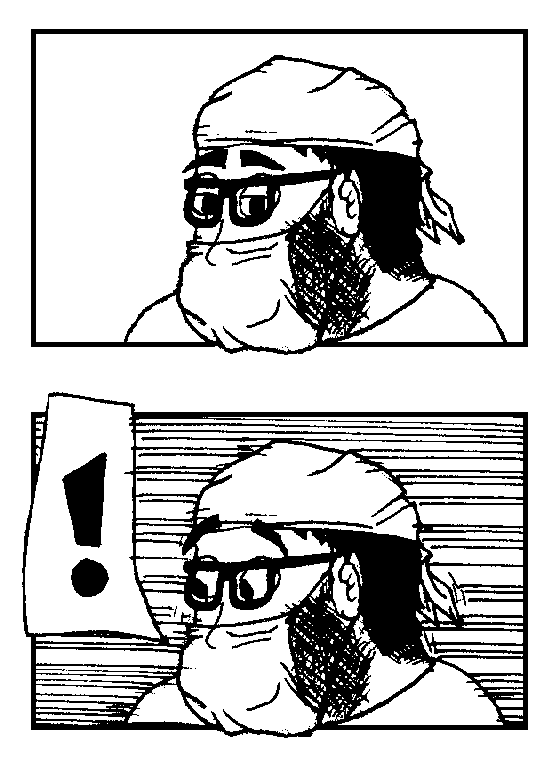
Le tracé de grandes lignes pour exprimer le mouvement d'un personnage est peu utilisé dans la bande dessinée européenne.

Les décors des scènes sont parfois moins fouillés que pour une bande dessinée occidentale. Cela peut aller jusqu'à faire évoluer les personnages dans un décor blanc. Ce parti pris a pour conséquence de focaliser l'attention du lecteur sur l'histoire en général et sur les dialogues en particulier. On note ainsi une certaine résurgence de l'aspect théâtral. Enfin, les personnages ont souvent des attitudes expressives à outrance : la colère, la jalousie ou la gêne se montrent facilement, alors que cette attitude est plutôt mal vue dans la culture japonaise, où le calme et la retenue sont de rigueur dans les rapports sociaux. Le passage de l'absurde et du comique au sérieux ou au drame, sans aucune transition, fait également partie de la narration, sans jamais susciter d'interrogation de la part du lecteur qui accepte par avance cette convention de lecture.

Une autre particularité est le jeu de l'auteur avec le lecteur. Ainsi, dans Rough, on peut voir les personnages faire de la publicité pour d'autres mangas de l'auteur, ou bien ramasser des phylactères tombés sur le sol. De manière générale, on peut noter une plus grande liberté quant à l'interaction entre les dessins et leur support (jeu avec les cadres, personnages sortant des cadres, etc.). Dans les mangas destinés à la jeunesse, les kanji, caractères chinois ou sinogrammes, sont souvent accompagnés de furigana pour faciliter la lecture.

Étapes graphiques du portrait manga
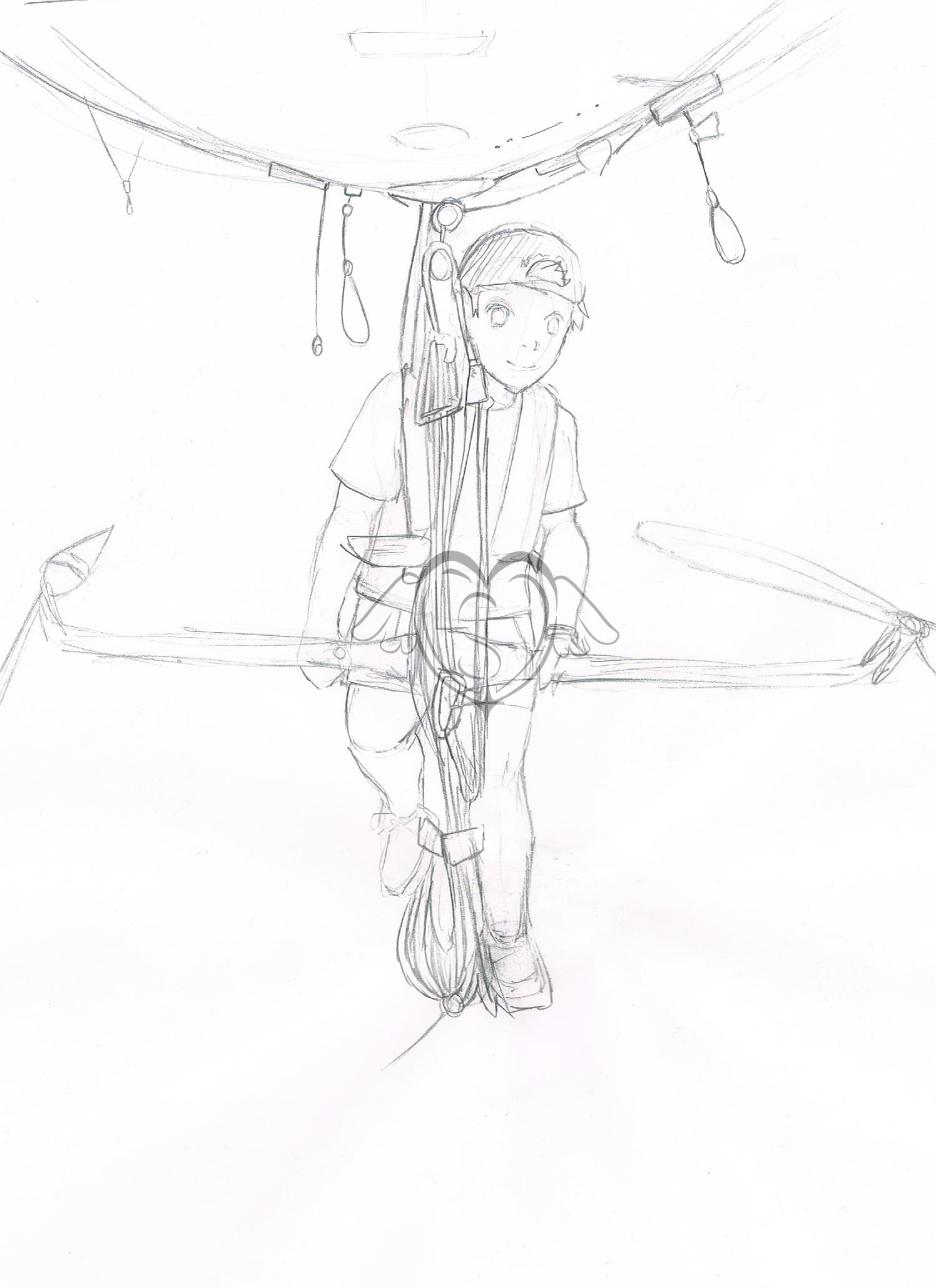
1 : esquisse crayon.
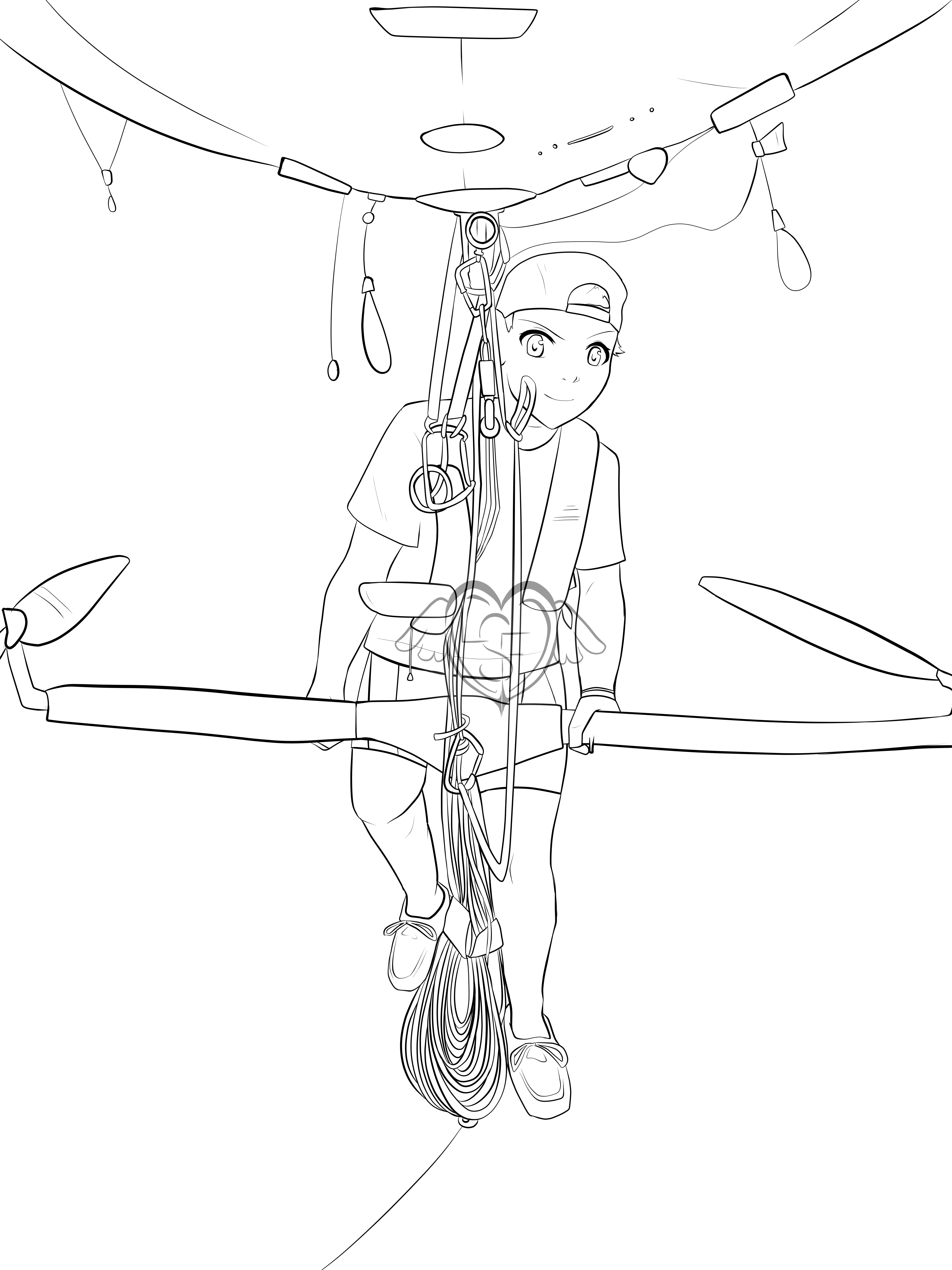
2 : lineart.
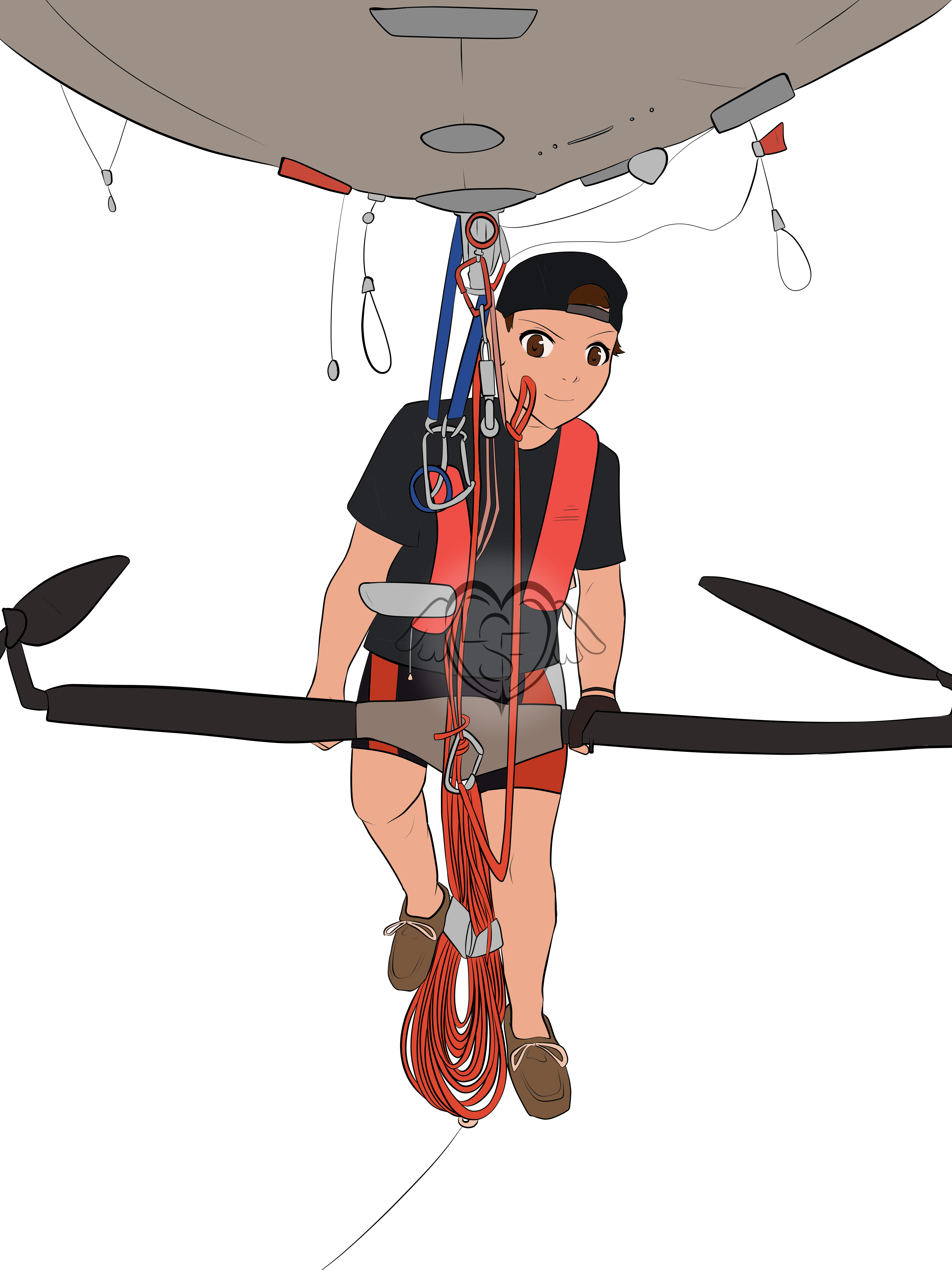
3 : aplat de couleur.

### Système de prépublication
Les mangas japonais sont très rarement édités directement sous forme de volumes reliés ; ils paraissent tout d'abord de manière découpée dans des magazines de prépublication, des revues spécialisées qui leur sont consacrées.
Les rythmes de publication de ces magazines peuvent beaucoup varier, allant de l'hebdomadaire aux publications mensuelles voire trimestrielles. Les séries y sont souvent publiées par chapitres d'une dizaine à une vingtaine de pages. À l'intérieur d'un même magazine, le papier peut parfois changer de couleur, afin de distinguer rapidement les différentes séries les unes des autres.
Ces magazines, bon marché, s'écoulent en grand nombre, c'est-à-dire en millions d'exemplaires pour certains, et se lisent un peu partout. On en retrouve parfois abandonnés dans les trains, les rames de métro, les cafés, etc. Ils alimentent un système de lectures multiples : un même exemplaire serait lu par plusieurs personnes.
Principalement en noir et blanc, les premières pages des magazines sont souvent en couleurs, mettant tour à tour à l'honneur l'une de leurs séries vedettes à cet emplacement, souvent de manière que le chapitre en cours soit un début de volume.
Ce n'est que dans un deuxième temps, lorsqu'un manga rencontre un certain succès, qu'il est édité en volumes reliés, similaire à ceux que l'on trouve en France, entamant ainsi une deuxième carrière. Ces volumes reliés sont appelés tankōbon (format poche), bunkōbon (format plus compact, utilisé pour des rééditions) ou wide-ban (format « luxe », plus grand que le format poche). En l'absence de succès auprès du public, une série pourra voir sa parution arrêtée, le mangaka étant prévenu peu avant pour trouver une fin rapide à son histoire et permettre une éventuelle parution en volumes. Certaines revues décident désormais de la fin d'une série dès la fin du second volume, conduisant à des histoires finales en quatre volumes. Dans certains cas, un manga à succès peut se voir adapté en anime (dessin animé).
Les magazines de prépublication hebdomadaires incluent notamment ces titres populaires :
- Weekly Shōnen Jump (Shūeisha) ;
- Weekly Shōnen Magazine (Kōdansha) ;
- Shōnen Sunday (Shōgakukan).

Certains titres atteignent couramment les 400 pages hebdomadaires. Weekly Shōnen Jump était vendu en 1994 à 6 millions d'exemplaires, mais son tirage pour 2008 s'établissait à 2,8 millions d'exemplaires.

### Sens de lecture

Sens de lecture d'un manga.

Les mangas se lisent originellement de droite à gauche (ce qui correspond au sens de lecture japonais), en commençant par la dernière page. Cela amène une certaine confusion puisque la lecture des mots se fait alors dans le sens inverse de celui des cases (ce qui n'est pas le cas au Japon). Introduits en France en 1978 avec la revue Le cri qui tue, les mangas ne sont publiés dans ce sens que depuis 1995 environ. Toutefois, les éditeurs français ne se plient pas systématiquement à cette spécificité. Certains choisissent alors de simplement retourner les images, ce qui occasionne des incohérences pouvant sembler douteuses (un droitier qui devient gaucher, un coup porté au cœur qui perd son sens). D'autres adaptent entièrement les ouvrages en retournant seulement certaines images, en changeant la mise en page et en redessinant certains éléments graphiques, ce qui a pour mérite de faire correspondre la forme des phylactères avec l'horizontalité des systèmes d'écriture occidentaux (Casterman notamment, dans sa collection Écritures), mais génère toutefois un surcoût significatif.
La plupart des éditeurs français ont adopté le sens de lecture japonais, dans un but d'économie et de respect de l'œuvre. Cela les expose à se couper d'un lectorat plus large (notamment âgé) que les habitués du genre. Depuis son « invention » par Rodolphe Töpffer en 1827, la bande dessinée occidentale a été codifiée pour une lecture exécutée de gauche à droite et le lecteur risque donc de lire la fin d'une action ou d'un gag avant le début. Cependant, la vague de démocratisation qu'a connu le manga en France auprès des jeunes a fait qu'ils sont désormais plus habitués à un autre sens de lecture.
Le sens de lecture japonais est également devenu le standard de lecture des mangas aux États-Unis depuis le début des années 2000.

### Classification des mangas

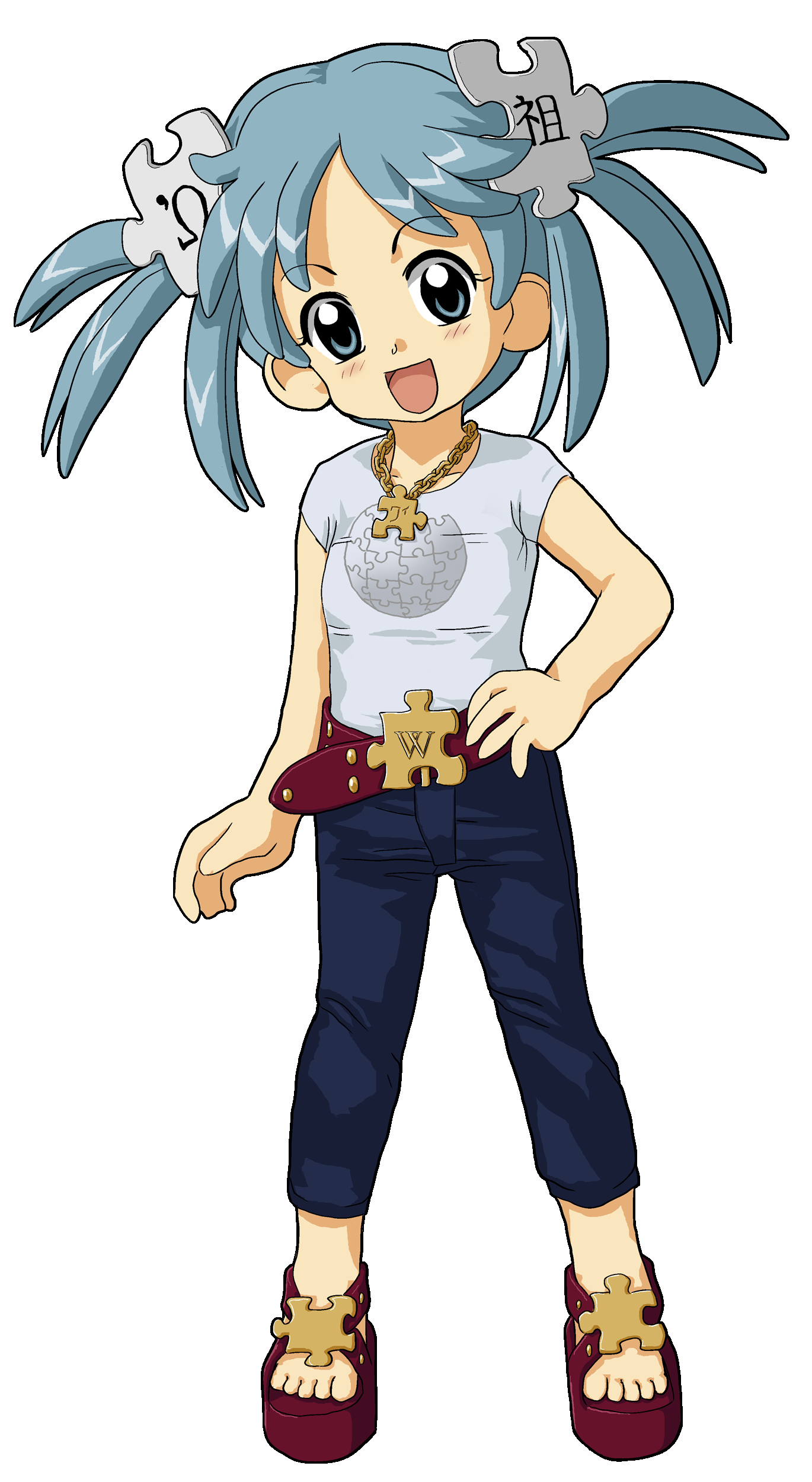
Wikipe-tan, un exemple de dessin d'inspiration manga.

#### Par démographie
Les mangas sont traditionnellement classifiés en fonction de l'âge et du sexe du lectorat visé. Il existe six classes démographiques :
- Kodomo (子供?) pour un public d'enfants, quel que soit son genre.
- Shōnen (少年?) pour un public masculin jeune.
- Shōjo (少女?) pour un public féminin jeune.
- Seinen (青年?) pour un public masculin jeune et adulte.
- Josei (女性?) pour un public féminin jeune et adulte.
- Seijin (成人?) pour un public adulte et plus.

Ces classes démographiques sont indicatives ; de nombreux lecteurs ne les suivent pas, et certains mangas tentent de toucher plusieurs publics à la fois.
Ces démographies sont généralement réutilisées telles quelles par les éditeurs occidentaux afin de créer leurs collections, toutefois les stéréotypes de genre et le rapport à la violence et au sexe n'étant pas les mêmes au Japon et en Occident, il arrive que les éditeurs occidentaux changent la démographie-cible d'un manga, typiquement les shōnen romantiques sont reclassés en shōjo. Quelques rares éditeurs occidentaux préfèrent quant à eux totalement ignorer la classification japonaise à l'instar d'Akata.

#### Par genre
Les mangas reprennent les genres et registres littéraires usuels, du roman d'amour à l'horreur en passant par la science-fiction, et n'hésitent pas à les mélanger. En plus de cela il existe quelques genres typiques des mangas et de ses dérivés, ou dont le nom japonais a pris le pas sur le nom français auprès des éditeurs et des fans :
- Gekiga (劇画?) : manga dramatique des années 1960-70[38],[36].
- Hentai (変態?) : manga pornographique. Le terme Ecchi (エッチ?) est parfois utilisé pour les mangas érotiques[36].
- Mahō shōjo (魔法少女, Magical girl?) : sous-genre de la fantasy, centré sur des jeunes filles pratiquant la magie[36].
- Mecha メカ (Meka?) : sous-genre de la science-fiction, centré sur le combat de robots géants[36].
- Nekketsu (熱血?) : terme souvent confondu avec shōnen, ce genre a été l'effigie scénaristique des mangas en Occident.
- Yaoi (やおい?) : manga centré sur les relations sentimentales et/ou sexuelles entre hommes[39].
- Yuri (百合?) : manga centré sur les relations sentimentales et/ou sexuelles entre femmes[40].

#### Par format de publication
Les mangas peuvent aussi être classifiés en fonction de leur format de publication. Le one shot est une histoire qui tient en un seul volume voire un seul chapitre. Le Yonkoma (四コマ) est un manga en quatre cases, similaire au comic strip. Quant au webcomic, c'est un manga publié directement sur Internet.

## Diffusion

### Au Japon
En 2002, le marché du manga représentait 22,6 % des bénéfices de l'industrie éditoriale japonaise et 38,1 % des livres et magazines publiés au Japon étaient des mangas. Le volume de vente de mangas au Japon représentait quant à lui, en 2006, environ 27 % du total des livres vendus au Japon. Les ventes de manga au Japon (magazines compris) représentaient 586 milliards de yens en 1995, 502 milliards de yens en 2005, 444 milliards de yens en 2015, mais 676 milliards de yens en 2021 grâce à l'essor des mangas sur support numérique. Il est estimé que près d'un Japonais sur douze lit au moins une fois un manga par semaine (2005).
La grande popularité des mangas rivalise avec les grands noms de la bande dessinée européenne ; ainsi, les 42 tomes de Dragon Ball se sont vendus à plus de 230 millions d'exemplaires dans le monde, et les 95 tomes de One Piece se sont vendus à plus de 430 millions d'exemplaires dans le monde, un chiffre qui surpasse celui enregistré par Les Aventures de Tintin avec 24 albums édités à plus de 200 millions d'exemplaires. Rien qu'au Japon, le tirage de One Piece dépasse les 360 millions d'exemplaires à la sortie du tome 86 le 4 août 2017.
Les mangas sont vendus moins chers au Japon qu'en Europe, leur prix avoisinant les 500 yens (5,23 euros en juillet 2012), alors qu'en France, le prix d'un manga se situe généralement entre 6 et 15 euros selon le format et les éditions. Les mangas publiés dans les magazines de prépublication sont considérés au Japon comme des objets de grande consommation plutôt que comme des objets de valeur. Cependant, des éditions reliées et brochées à l'image de celles paraissant en Occident, sont destinées à être collectionnées et conservées.
Depuis son ouverture en novembre 2006, le musée international du manga de Kyoto offre une impressionnante collection de mangas (plus de 300 000 volumes en 2012, sachant que la collection est amenée à évoluer).

### En France
La génération des baby-boomers français a pu lire de la BD franco-belge pendant toute son enfance et son adolescence. La génération Z, s'est jetée sur le manga qui, selon Jean-Marie Bouissou, a vocation à être un produit global en proposant beaucoup de séries propres à intéresser les clientèles les plus diverses par l'âge, le sexe et les goûts, à la différence de la BD mais aussi des comics américains.

#### AvantAkira: l'impossible installation du manga
Il existe une volonté de la part du Japon de faire découvrir au reste du monde sa bande dessinée. À la fin de l'année 1970, une rétrospective sur les mangas est organisée au cœur même de Paris, au drugstore Publicis de St-Lazare, à la demande de l'ambassade du Japon si on en croit l'article sur les mangas paru dans le numéro 21 de la revue Phénix de 1972 et rédigé par Claude Moliterni et Kosei Ono.
La bande dessinée japonaise est très peu présente dans le monde francophone avant 1978 : quelques planches de Bushidou Muzanden d'Hiroshi Hirata dans Budo Magazine Europe, publication consacrée au judo, en 1969, plusieurs mangas sur les samouraïs traduits et publiés au début des années 1970 dans la nouvelle formule de Budo magazine Europe et l'article « La Bande dessinée japonaise » de Claude Moliterni et Kosei Ono qui lui est consacré en 1972 dans Phénix. En 1978, Atoss Takemoto publie le premier numéro du Cri qui tue, fanzine d'assez mauvaise qualité (impression, choix des bandes). On y retrouve dans les six numéros qui paraissent jusqu'en 1981 Golgo 13 de Takao Saito, Le Système des Super Oiseaux d'Osamu Tezuka, Good bye de Yoshihiro Tatsumi et des histoires de Shōtarō Ishinomori, Fujiko Fujio, Masashi Ueda. Toutes les planches sont adaptées au sens de lecture européen.
En 1979, Kesselring, associé à Takemoto, publie le premier album : Le vent du nord est comme le hennissement d'un cheval noir de Shōtarō Ishinomori. Le format choisi, supérieur à la norme européenne, met peu en valeur les particularités du format japonais, le lettrage est bâclé : comme le premier périodique, le premier album est un échec. En 1982, les éditions Télé-Guide, désireuses de profiter du succès de la série animée Candy, publient avec succès la bande dessinée originelle de Yumiko Igarashi et Kyoko Mizuki dans les douze numéros de Candy Poche. C'est pourtant dans les années 1980 le seul manga adapté en dessin animé à faire l'objet d'une traduction, les autres adaptations étant le fait de studios français, afin d'éviter de payer des droits d'auteurs.
En 1983, le premier volume de Gen d'Hiroshima de Keiji Nakazawa est publié par Les Humanoïdes associés dans la collection « Autodafé », dans une édition correcte, mais qui ne rencontre aucun succès. De même, l’Hiroshima de Yoshihiro Tatsumi édité par Artefact en 1983 ne trouve pas son public. Les éditeurs sont alors refroidis par l'expérience et, dans un contexte de récession, plus aucune bande dessinée japonaise n'est éditée en album jusqu'à Akira, hormis en 1989 chez Albin Michel le premier tome des Secrets de l'économie japonaise en bandes dessinées d'Ishinomori.
Les premiers mangas pornographiques sont traduits, avec la publication chez Idéogram dans les onze numéros de la revue Mutant, de janvier 1985 à janvier 1986, d'Androïde, de Sesaku Kanō et Kazuo Koike et celle dans Rebels no 3 (juin 85) à 9 (janvier 86) de Scorpia de M. Yuu et K. Kazuya.
L'absence de traduction de ce que les spécialistes savent être le premier marché de la bande dessinée suscite cependant les interrogations de Thierry Groensteen en 1985 et la publication de divers articles dans Les Cahiers de la bande dessinée.

#### 1990-1995: «naissance» du manga en France
À partir de mars 1990, encouragé par les chiffres corrects réalisés par le film Akira, et à la suite d'un voyage au Japon en 1988, Jacques Glénat P.D.-G. de la maison d'édition grenobloise décide de traduire et publier Akira, de Katsuhiro Ōtomo, en fascicules, d'après l'édition colorisée en Amérique. Le renouvellement massif des codes du manga qu'introduit cette œuvre permet au succès d'être cette fois au rendez-vous, et l'édition cartonnée en couleur voit le jour dès la fin de l'année. En décembre 1990, le premier volume de Gen d'Hiroshima fait l'objet d'une nouvelle édition chez Albin Michel, avec le titre Mourir pour le Japon, sans beaucoup plus de succès qu'en 1983. En 1991, Rêves d'enfants, autre série d'Ōtomo, est éditée en 1991 par Les Humanoïdes Associés, avec beaucoup moins de succès qu'Akira (ce qu'on peut expliquer par le fait qu'il n'y a pas d'adaptation animée de ce manga).
En septembre 1990, s'inspirant des exemples étrangers (par exemple Protoculture Addicts au Canada en 1987 et Yamato en Italie en mars 1990), naît Mangazone, le premier fanzine d'information sur la bande dessinée japonaise en France. Il est tiré à 700 exemplaires et connaît huit numéros avant sa disparition en 1994, ses éditeurs préférant se consacrer à leur autre production Scarce. En mars 1991 naît AnimeLand, fanzine luxueux qui remplace Mangazone comme référence francophone.
Alors que de plus en plus de voix s'élèvent pour protester contre les animes, toujours plus présents dans les programmes jeunesse, Glénat, une fois Akira achevé, publie d'autres mangas originaux d'animes à succès : Dragon Ball d'Akira Toriyama en février 1993, Ranma ½ de Rumiko Takahashi en février 1994. La réussite de l'entreprise permet à Glénat de traduire d'autres mangas, liés ou non à un anime : Appleseed de Masamune Shirow à partir de juin 1994, puis Orion du même auteur en septembre, Crying Freeman de Ryōichi Ikegami en janvier 1995, Dr Slump de Toriyama et Sailor Moon de Naoko Takeuchi en février, Gunnm de Yukito Kishiro en mars.
En 1994, les éditions Tonkam, l'une des plus vielles boutiques d'importation de manga japonais, se lancent dans l'édition et deviennent rapidement le premier grand éditeur français spécialisé dans le manga. Ils publient notamment les séries du groupe CLAMP (RG Veda en juin 1995) et sont les premiers à publier les mangas dans le sens de lecture japonais, à la fois pour des raisons de coût et d'intégrité de l'œuvre, disposition qui devient assez rapidement la norme, sauf dans quelques cas particuliers (comme la collection «Écritures» de Casterman).
D'autres éditeurs traditionnels commencent à s'intéresser au manga. Casterman publie d'abord dans sa collection « Manga » créée en janvier 1995 deux bandes dessinées créées au Japon par des auteurs français (Kiro d'Alex Varenne puis en septembre Au Nom de la famille de Jerome Charyn et Joe Staton) avant de publier en septembre Gon de Masashi Tanaka, L'Habitant de l'infini d'Hiroaki Samura et L'Homme qui marche de Jirō Taniguchi. « Casterman manga » accueille de nouveaux titres de qualité jusqu'en 1999, avant d'être remplacée par des collections plus spécialisées par la suite. Dark Horse France publie Outlanders (en) de Johji Manabe (en) de janvier 1995 à janvier 1996. J'ai lu lance également sa collection manga en 1996, avec City Hunter et Fly. Dargaud se lance également en créant la collection Kana avec Angel Dick puis Armagedon du Coréen Lee Hyun-se.
Des éditeurs spécialisés naissent également (en plus de Tonkam déjà cité) : Samouraï Éditions, qui publie des mangas érotiques à partir de 1994 (Ogenki Clinic d'Inui Haruka) puis des mangas plus traditionnels l'année suivante (Vampire Miyu de Narumi Kakinouchi et Toshiki Hirano), l'éphémère Star Comics en janvier 1995 avec Takeru de Buichi Terasawa, Kraken en avril (avant de disparaître l'année suivante) avec l'ambitieux Shang Hai Kaijinzoku de Takuhito Kusanagi puis Les Élémentalistes de Takeshi Okazaki ou encore Vaelber Saga de Nobuteru Yūki.

#### 1995-1996: la crise
Début des années 1990, il y a une vague « anti-manga », surtout anti-anime, alimentée par parents outragés par des scènes trop violentes. Il y a de multiples censures face à l'insistance des groupes de parents, dues à des choix maladroits de programmation ; par exemple Ken le Survivant était programmé en même temps que Mon Petit Poney, le mercredi après-midi. Les dessins animés japonais sont accusés de tous les maux, d'avoir une influence néfaste. Certaines personnalités s'engagent contre cette culture japonaise, dont Ségolène Royal, auteur du livre Le ras-le-bol des bébés zappeurs. Cette dernière s'attaque aux séries d'animations japonaises, qu'elle qualifie de « mauvaises, médiocres et laides ». Dorothée est, quant à elle, très vivement critiquée : « Faut-il brûler Dorothée ? » titrait à la une le supplément télé du magazine VSD, TVSD en 1993. Certains mangas durent revêtir une couverture plastique avec la mention « vente interdite aux mineurs ». Pour Dorothée, c'est aussi la fin du Club Dorothée, qui avait introduit l'anime en France sous le nom de Récré A2 (Antenne 2) avec Goldorak. C'est aussi la fin de la publication japonaise d'un titre phare : Dragon Ball. Le marché du fanzine s’essouffle. Mais cette année sera un tournant éditorialiste, où les enfants ne seront plus la cible privilégiée des éditeurs.

#### 1996-2001: essor du marché
La vague est lancée : AnimeLand devient en 1996 avec son vingt-deuxième numéro le premier magazine consacré à l'animation et aux mangas diffusé en kiosque, de plus en plus d'éditeurs se joignent aux précurseurs, tandis que d'autres séries à grand succès sont traduites : d'une petite dizaine en 1994, ce sont plus d'une quarantaine de séries différentes qui sont publiées ou lancées en 1996 (pour 105 albums, par Tonkam, Glénat et J'ai lu principalement), parmi lesquelles Nicky Larson de Tsukasa Hōjō, Fly de Koji Inada, Riku Sanjo et Yuji Horii, Ghost in the Shell de Shirow, Amer Béton de Taiyō Matsumoto, Bastard !! de Kazushi Hagiwara, Le Roi Léo, Astroboy et Blackjack d'Osamu Tezuka. En 1997 apparaissent Détective Conan de Gosho Aoyama, 3×3 Eyes de Yūzō Takada, Sanctuary de Ryōichi Ikegami et Sho Fumimura, Ah! My Goddess de Kōsuke Fujishima, en 1998 Neon Genesis Evangelion de Yoshiyuki Sadamoto, Cat's Eye de Tsukasa Hojo, Kenshin le vagabond de Nobuhiro Watsuki, Yu-Gi-Oh! de Kazuki Takahashi ainsi que les premières réalisations de Naoki Urasawa, en 1999 Ken le Survivant de Tetsuo Hara et Buronson, Captain Tsubasa de Yōichi Takahashi, Cardcaptor Sakura de CLAMP, Slam Dunk de Takehiko Inoue.
Le marché continue à croître à un rythme soutenu : 151 albums en 1998, 200 en 1999, 227 en 2000, 269 en 2001. À partir de 1999, Kana s'affirme comme le quatrième grand acteur du secteur. Cependant, alors qu'à cette date les principales séries japonaises à succès des années 1980 et 1990 sont traduites, et qu'elles atteignent parfois d'enviables chiffres de vente (au début du millénaire 120 000 exemplaires par volume de Dragon Ball, environ 20 000 pour les séries les plus populaires), que les magazines dédiés vont commencer à se multiplier, que les rencontres d'amateurs ont de plus en plus de succès, qu'Internet va favoriser le développement des mangas, le monde de la bande dessinée tel que le laisse percevoir le Festival d'Angoulême laisse peu de place à cette émergence, et les éditeurs alternatifs lui restent globalement indifférents, laissant inconnu du public le large patrimoine de bandes dessinées d'auteur japonaises, hormis Taniguchi. Des séries plus récentes sont alors traduites, et remportent également un grand succès : en 2000 Hunter × Hunter de Yoshihiro Togashi, Shaman King de Hiroyuki Takei, One Piece d'Eiichirō Oda, en 2001 Great Teacher Onizuka de Tōru Fujisawa, I¨s de Masakazu Katsura, Samurai deeper Kyo d'Akimine Kamijyō, Angel Sanctuary de Kaori Yuki, Monster de Naoki Urasawa, en 2002 Love Hina de Ken Akamatsu, Gunnm Last Order de Kishiro, Fruits Basket de Natsuki Takaya, Naruto de Masashi Kishimoto, Bleach de Tite Kubo.
Le premier festival de bande dessinée et d'animation japonaises, la Japan Expo, est créé en 1999. Il se tient au centre des nouvelles industries et technologies (CNIT) en 2003 et 2004, puis au parc des expositions de Paris-Nord Villepinte, où il attire en 2012 plus de 200 000 personnes.

#### 2002-2009: forte augmentation des ventes de manga
À partir de 2002, la hausse de la part des bandes dessinées asiatiques dans le marché des nouveautés s'accélère, à la fois en valeur absolue (377 en 2002, 521 en 2003, 754 dont 614 mangas en 2004) et relativement (25 % en 2002, 30 % en 2003, 36 % en 2004, 42 % en 2005, 44 % en 2006, environ 42 % en 2007). Les mangas restent les bandes dessinées asiatiques les plus vendues (les vingt plus gros tirages sont japonais en 2005[réf. souhaitée]), leur coût par tome plus faible et leur périodicité plus régulière que celle des bandes dessinées occidentales leur permet de toucher un public fidélisé, d'autant que les éditeurs peuvent sélectionner les bandes dessinées qui ont déjà passé l'épreuve du public au Japon. La plupart créent des collections dédiées, voire tentent de lancer des mangas « à la française ». En 2003, le tirage des quinze plus grandes séries oscille entre 25 000 et 60 000 (Yu-gi-oh, et Naruto en 2004) exemplaires, en 2007 Naruto est imprimé à 220 000 exemplaires, Death Note à 137 000, et le fonds reste attractif (avec Dragon Ball surtout). En valeur, le marché est détenu à 80 % par Pika, Kana et Glénat. En 2003, pour la première fois, un manga obtient un prix au festival d'Angoulême : Quartier lointain, de Taniguchi, pour le prix du scénario. C'est un début de reconnaissance.
En 2005, la forte part des mangas édités dans le marché de la bande dessinée francophone a fait écrire à Gilles Ratier que 2005 avait été en France « l'année de la mangalisation », sans qu'il s'en offusque, contrairement à d'autres acteurs du secteur[Qui ?]. 1 142 bandes dessinées asiatiques (soit 42 % des nouveautés) sont en effet éditées en 2005 dont 937 mangas, et 1 418 en 2006 (soit 44 % des nouveautés), dont 1 110 mangas. Les tirages à la nouveauté des bandes dessinées japonaises les plus populaires n'ont plus rien à envier à ceux des bandes dessinées traditionnelles populaires : 130 000 exemplaires pour Naruto, 80 000 pour Samurai deeper Kyo ou Fullmetal Alchemist (de Hiromu Arakawa, traduit à partir de 2005), 70 000 pour Gunnm Last Order, Hunter × Hunter, Yu-Gi-Oh!, Fruits Basket et Shaman King, 65 000 pour Neko Majin de Toriyama, 60 000 pour Air Gear (d'Ōgure Ito, traduit à partir de 2006) et One Piece d'Eiichirō Oda. Début 2006, la France est, avec plus de 13 millions d'exemplaires annuels, le plus gros « consommateur » de mangas au monde après le Japon et devant les États-Unis. Les mangas représentent 26 % du chiffre d'affaires de la bande dessinée et constituent la plus forte progression derrière la fiction jeunesse, se plaçant en deuxième position des secteurs de l'édition les plus dynamiques. De plus, sur le marché français, seulement dix séries mangas concentrent 50 % des ventes.
Parallèlement à ce succès populaire, les maisons d'éditions commencent à développer l'édition patrimoniale : Vertige Graphic réédite Gen d'Hiroshima et publie Yoshihiro Tatsumi, un des pères du gekiga à partir de 2003, Ego comme X traduit L'Homme sans talent de Yoshiharu Tsuge en 2004, Cornélius publie Shigeru Mizuki depuis 2006, avec succès puisque NonNonBâ obtient le Prix du meilleur album à Angoulême en 2007, respectabilité qui avalise la forte pénétration de la bande dessinée japonaise sur le marché français. La bande dessinée d'auteur pour adultes, représentée d'abord par Jirō Taniguchi et Naoki Urasawa, se développe à partir de 2002, tandis que les jeunes auteurs les plus novateurs le sont, hormis Taiyō Matsumoto publié dès 1996, à partir de 2005. L'intérêt pour le manga pousse des éditeurs à s'intéresser également aux bandes dessinées coréenne et chinoise.
Les ventes de mangas culminent à plus de 15 millions d'exemplaires vendus en 2008.

#### 2010-2014: un début de déclin?
| Principaux éditeurs de mangas en 2014 | Parts de marché |
| ------------------------------------- | --------------- |
| Glénat                                | 23,6 %          |
| Pika                                  | 19,4 %          |
| Kana                                  | 16,5 %          |
| Ki-oon                                | 8,5 %           |
| Kurokawa                              | 8 %             |
| Kazé Manga / Asuka                    | 6,2 %           |
| Delcourt / Tonkam                     | 5,3 %           |
| Panini                                | 2,7 %           |
| Soleil Manga                          | 2,5 %           |
| Doki-Doki                             | 1,1 %           |
| Taifu Comics / Ototo                  | 1,4 %           |
| Casterman (Sakka)                     | 0,9 %           |
| Komikku                               | 0,5 %           |
| Akata                                 | 0,4 %           |

En 2010, Kana et Glénat sont toujours leaders dans le domaine du manga, fort du succès de Naruto et One Piece qui sont les bandes dessinées les plus vendues de l'année toutes catégories confondues, mais ils perdent du terrain à l'avantage de maisons d'édition comme Pika Édition, Ki-oon ou Kazé, qui se fait une grande place dans le marché depuis son rachat en 2009 par Shōgakukan et Shūeisha. Certains éditeurs comme Tonkam, Panini ou encore Delcourt enregistrent des baisses très importantes, tandis que la petite maison d'édition Doki-Doki enregistre la plus grande progression de l'année. Pluto, Bakuman. et Monster Hunter Orage (par Hiro Mashima) sont les trois nouvelles licences les plus populaires en 2010.
En 2011, le trio de tête reste identique, mais Glénat passe largement en tête devant Kana, du fait de la montée des ventes de One Piece et du rythme de parution plus lent (3 tomes par an) de Naruto. Glénat affiche donc une forte hausse (+13,3 %), alors que ses deux concurrents directs Kana et Pika Édition affichent des baisses (-17 % pour Kana et -2,9 % pour Pika). Kurokawa, Kazé et Ki-oon continuent leurs progressions et représentent à eux trois environ 20 % des ventes de manga en France, avec notamment la fin de Fullmetal Alchemist ou le novateur Les Vacances de Jésus & Bouddha pour Kurokawa, l'arrivée de titres comme Blue Exorcist, Beelzebub ou Toriko pour Kazé et de Judge, Pandora Hearts ou Bride Stories chez Ki-oon, mais également avec l'arrivée d'un catalogue pour les enfants plus important, avec notamment Pokémon Noir et Blanc ou Beyblade: Metal Fusion,. Depuis le rachat de Tonkam et Soleil Manga par Delcourt, le groupe représente environ 10 % des ventes de manga en 2011, mais les trois maisons d'édition continuent leur chute. Seuls les petits éditeurs Taifu Comics et Doki-Doki sont à la hausse.

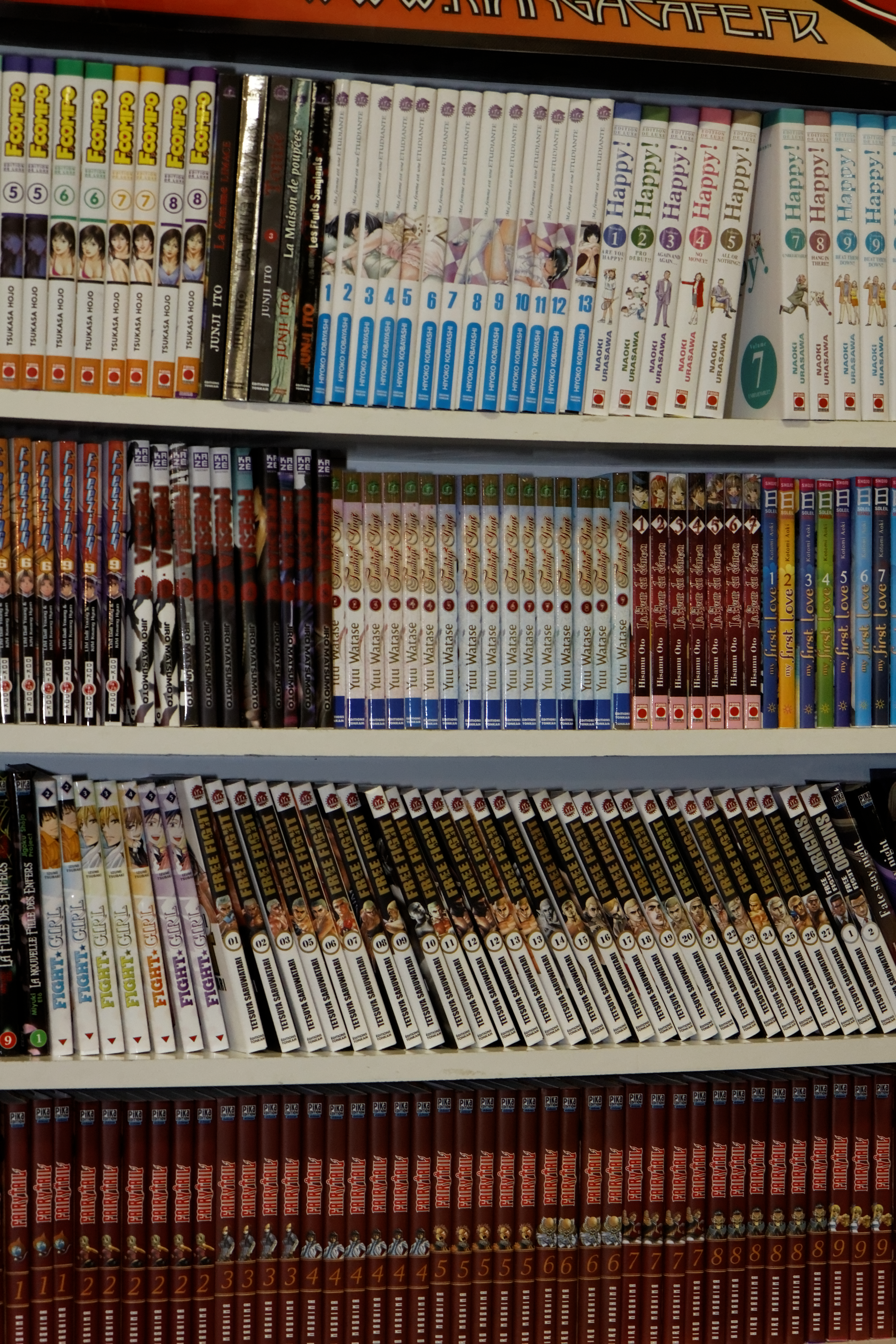
Mangas en vente sur un stand lors de l’événement Paris Manga le 5 février 2012.

Pour autant, le secteur du manga a vu sa croissance s'arrêter et ses ventes diminuer au début des années 2010. De fait, après avoir plus que quadruplé entre 2001 et 2008, les ventes des mangas en France ont marqué un recul de 15 % en volume entre 2008 et 2011. Après deux années propices à la stagnation, 2012 marquait cependant une hausse remarquable du nombre de séries asiatiques sur le sol français. Mais la tendance des sorties s'est inversée en 2013, avec 1 575 titres parus (contre 1 621 en 2012 et 1 520 en 2011). Cependant, dans un marché général de la bande dessinée qui, pour la première fois depuis au moins 17 ans, est en baisse (-7,3 % de sorties), les sorties asiatiques se maintiennent et représentent une part des nouveautés légèrement plus importante (40,7 % du marché, contre 39,4 % l'année précédente). Cette légère baisse s'accompagne en revanche de ventes qui continuent de chuter de manière importante. En effet, alors que le marché général de la bande dessinée a bénéficié d'une hausse de 1,4 % en valeur sur la fin de l'année 2013 (porté par les best-sellers évènementiels que furent les derniers albums d'Astérix, de Blake et Mortimer ou du Chat), le secteur du manga accuse une nouvelle chute de -8,5 % de son chiffre d'affaires, et ce alors qu'il avait déjà connu un recul de -3,8 % l'année précédente.
Comme pour les années précédentes, le marché du manga reste marqué par une très forte concentration, tant au niveau des séries à succès (une dizaine de titres représente à elle seule la moitié des tirages de l'ensemble du marché) que des éditeurs. Ainsi, les dix premières séries les plus vendues en 2013 (qui sont, dans l'ordre décroissant d'importance, Naruto, One Piece, Fairy Tail, Black Butler, Bleach, King's Game, L'Attaque des Titans, Judge, Prophecy et Soul Eater) sont portées par seulement cinq éditeurs que l'on identifiera sans surprise comme faisant partie des premiers groupes éditoriaux du secteur : Glénat, Pika Édition, Kana, Ki-oon et Kurokawa. Bien mieux, en 2013, les trois plus importants leaders éditoriaux du marché que sont Glénat, Pika Édition et Kana ont cumulé à eux seuls près de 60 % des ventes.
Pour une grande partie des séries à succès des années 2000, les rythmes de parution en France rattrapent de plus en plus ceux du Japon et se font donc plus lents tandis que les nouveaux lecteurs se font de plus en plus rares, eu égard au grand nombre de tomes existants à rattraper (Fairy Tail et Bleach en comptent respectivement plus de 40 et 60 tandis que Naruto et One Piece ont déjà atteint les 70 tomes). Or, au Japon, certaines grandes séries emblématiques des années 2000, arrivées à maturité, commencent à perdre plus de lecteurs qu'elles n'en gagnent. Ainsi, au sein du classement des quinze premières séries au Japon, Naruto est tombé à la cinquième place du fait son rythme de publication moins rapide, et surtout parce que la série n'attire plus autant de nouveaux lecteurs, voire lasse certains anciens lecteurs, au point de connaître une chute de ses ventes d'environ 15 %. Il en va de même pour Hunter × Hunter (8e du fait de son rythme de publication irrégulier), Fairy Tail (9e), Sawako (11e), Gintama (12e), Toriko (13e) ou encore Bleach (15e), qui baissent tous au profit de la nouvelle vague de titres emmenée par L'Attaque des Titans, Kuroko's Basket, Magi, Silver Spoon, disposant tous d'adaptations animées de qualité et mieux étudiées pour soutenir leurs ventes. De même, si Fairy Tail a toujours du succès en France, on constate que le premier volume n'est que 63e au sein du classement par volume, et que la série a vu ses ventes baisser de 8 %, après avoir déjà connu une baisse de 12 % l'année précédente.
En 2014, les ventes de mangas continuent de diminuer et sont inférieures à 12 millions d'exemplaires, chiffre le plus bas depuis 2004.

#### 2015-2022: une croissance record
En 2015, la France représente 50 % des ventes de mangas en Europe, tandis que la bande dessinée japonaise emporte environ 40 % du marché en France, chiffre constant depuis plusieurs années. La France est deuxième plus grand consommateur de mangas au monde, derrière le Japon, au point que certains éditeurs ont décidé – fait unique – de publier simultanément certains volumes dans les deux langues, japonais et français.
Les ventes de mangas retrouvent une forte croissance à partir de 2015 et finissent par dépasser le précédent record de 2008 avec plus de 16 millions d'exemplaires vendus en 2018 ; plus d'une bande dessinée sur trois vendues est alors un manga. La croissance continue dans les années suivantes, avec plus de 22 millions d'exemplaires vendus en 2020. Une hausse de 107 % est observée en 2021 avec plus de 47 millions de mangas vendus, soit plus d'une bande dessinée sur deux. La mise en place du Pass Culture a notamment eu « un effet démultiplicateur sur les ventes de mangas » selon Fabien Hyzard, responsable marketing et commercial chez Ki-oon. L'effet du Pass Culture dans la hausse des ventes est cependant contesté par plusieurs spécialistes, comme Xavier Guilbert, qui analyse que : « On l'a surnommé le 'Pass Manga' mais son effet a été exagéré. L'an passé, 47 millions de mangas ont été écoulés contre 22,5 millions en 2020 et le Pass Culture n'explique que 6 % de ces 24,5 millions de ventes en plus ». À l'inverse, les conséquences des confinements de 2020 puis 2021, avec la fermeture de plusieurs secteurs d'activités culturelles (théâtre, cinéma, voyages…), peuvent expliquer que les budgets des ménages ont pu se reporter en grande partie sur les librairies.
En 2022, les chiffres de ventes sont toujours à la hausse de 2 % avec plus de 48 millions d'exemplaires vendus, dont 36,5 millions de shōnen (soit une augmentation de 4 %) et 2 millions de shōjo (soit une augmentation de 15 %).

#### Depuis 2023: chute des ventes
L'année 2023 marque toutefois un recul de 18 % en volume par rapport à 2022, avec un total de 39,6 millions d'exemplaires vendus. Cette baisse se confirme en 2024 avec un recul de 9 %, avec 36 millions d’exemplaires d'exemplaires vendus, fragilisant de nombreuses librairies spécialisées lancées en 2020-2021.

## Produits dérivés
Souvent, les séries à succès sont adaptées en anime, sous forme de séries télévisées mais aussi de jeux vidéo. Mais parfois, ce sont les animes qui sont utilisés pour créer des bandes dessinées, soit simplement inspirées de la version animée (comme c'est le cas pour Neon Genesis Evangelion), soit directement copiées à partir des images animées. Pour cela, on met en page des images extraites de l'œuvre souhaitée, sur lesquelles on ajoute du dialogue. Ces bandes dessinées particulières sont alors appelées animekomikkusu (Anime comics).
De nombreux mangas ont aussi été adaptés en drama (série télévisée), dont certains sont très populaires comme Hana yori dango.
Associés aux mangas, on trouve les artbooks, recueils d'illustrations en couleur et d'images originales, incluant parfois des histoires courtes. De même, du fait de la popularité grandissante des mangas, les produits dérivés sont de plus en plus nombreux : figurines, cahiers, calendriers, porte-clés, peluches, habits, costumes, accessoires, etc. La naissance de ces produits dérivés est généralement associée aux séries Nonki na tōsan (1924) et Norakuro (1931).
On trouve également des jeux de rôle développant un riche univers post-apocalyptique ou de fantasy tels que Mekton Z, Anima, Final Fantasy et Manga BoyZ.
En France, de nombreux festivals appelés conventions ont fait leur apparition ces dernières années. Ces conventions sont des points de rassemblement pour les fans de mangas ou de culture japonaise moderne en général, proposant des projections, des jeux, des spectacles de cosplay et étant souvent complétées par un espace où se côtoient professionnels (magasins de livres et autres produits) et amateurs (clubs et associations exposant leurs propres œuvres). On compte parmi les conventions les plus connues : Cartoonist, Epitanime, Japan Expo, G.A.M.E. in Paris (France), Tokyo Zone (France), Toulouse Game Show ou TGS (France) Polymanga (Suisse), etc.

### Emissions culturelles dédiées
- Yatta! émission radiophonique hebdomadaire diffusée tout d'abord sur la chaine Twitch de la station Mouv' de Radio France, puis depuis le 16 avril 2023 sur son antenne et en podcast.
- Yamanote, émission radiophonique en 9 épisodes, diffusée sur France Inter, 2021-2022.

### Revues
En français:
- Le Cri qui tue, 1978-1981, Suisse.
- ATOM, la culture manga, depuis janvier 2017, trimestriel,  (ISSN 2552-9900), Paris. www.atom-mag.com
- AKIBA, Japon et culture pop, France. https://fr.divertistore.com/vie-pratique/akiba.html